# 天才バカボン
『天才バカボン』（てんさいバカボン）は、赤塚不二夫とフジオ・プロ原作の日本のギャグ漫画である。赤塚自身の代表作で、これまで5回テレビアニメ化され、劇場用アニメやテレビドラマも制作されている。

## 概要
初出は、1967年4月9日発行の『週刊少年マガジン』である。『週刊少年サンデー』『週刊ぼくらマガジン』と連載雑誌の断続的な切り替えなどを行い、『月刊少年マガジン』1978年12月号で一応の完結を見るが、その後も現在に至るまで単なるギャグ漫画の枠を越え、単行本、テレビ、CMなど各種メディアに取り上げられている。作品自体も、何度かにわたり『コミックボンボン』などで再執筆され、『ボンボン』では2006年12月号まで傑作選が掲載されていた。傑作選は当時の再録だが、時代にそぐわないセリフや過激な下ネタなどは差し替えられた。
2007年10月17日に連載開始40周年を記念し、連載を取り合ったライバル出版社の講談社と小学館が協力し、ベスト集『天才バカボン THE BEST』2冊を発売。内容は異なるが、題名や表紙のデザインを統一する異例な企画であった。2冊ともにB6判、352ページとなっている。講談社版には、1988年から1992年にかけて『月刊少年マガジン』『ヒーローマガジン』『デラックスボンボン』の各誌上で発表された単行本未収録作品も多く含み、小学館版には『サンデー』掲載分をすべて収録している。

## 作品解説

### タイトル
バカボンの由来として赤塚自身は生前に雑誌などのコメントで（馬鹿なボンボン、バガボンド (vagabond) ＝放浪者、天才＝ハジメちゃんとバカ＝バカボンのパパとボンボン息子＝バカボンの3人合わせて「天才バカボン」とした説、など）を唱えた。「バカボン」と「バガボンド」を掛けた題の短編『TENSAI VAGABOND』（週刊少年マガジン1974年11月17日号）も存在するため、現在言及されることが多い「薄伽梵」由来は後付であるとされる。1967年4月9日の週刊少年マガジンでの連載第1回では、扉絵の部分に、「バカボンとは、バカなボンボンのことだよ。天才バカボンとは、天才的にバカなボンボンのことだよ」と説明文が記されていた。赤塚が育った新潟の方言では「バカ」に「とても」「すごく」「非常に」の意味もある。
タイトルに「バカボン」とあるものの、当作品でおもに活躍するのは、名を冠したキャラクターのバカボンではなく父親の「バカボンのパパ」で、バカボンが登場しない話も多い。

### 作風
最初期はママの難産ネタを中心に、頭が足りないが純粋なバカボンとパパが騙されたり周囲を振り回すのを描くホームコメディだったが、バカボンとバカボンのパパが話の中心となるナンセンスギャグに移行。中期よりパパの母校であるバカ田大学の後輩などが登場し、パパを中心としたスラップスティック・ギャグ作品となっていく。掲載誌が『マガジン』に復帰してからは次第に、シュールなギャグや「突如一コマだけ劇画タッチになる」、「楽屋オチの頻発」、「意図的な手抜き」などといった実験的手法が増え、純粋なナンセンスギャグだったこの作品に変化が生じてくる。作風もギャグとは言い難いグロテスク、皮肉、ブラックユーモアが多くなっていった。後期になると「おまわりさん」・「ある家族の話」・「漫画家と編集者」などといった、パパさえ登場しない作品が登場するようになる。刑事用語の解説が出てきたり、わざと絵を下手にして自らのアシスタントが不在の設定で描いたり、「赤塚不二夫」から「山田一郎」に改名したりするなど、本作とは全く関係ない話も多くなる。こうして、中期までと後期とでは作風がかなり異なってきている。アニメ第2作『元祖天才バカボン』の放送開始に際し、一度終了していた『マガジン』の連載が一時的に復活していたが、そこでは毎週5ページの限られたスペースでコンパクトにまとまったマンガ版ショートショートが展開されていた。ここでも2週連続しての「作家と編集者の話」を、最後の2コマ以外同じにした実験的作品が掲載、読者からの似顔絵で漫画を作成したり、テレビ番組『欽ちゃんのドンとやってみよう!』人気に便乗して、読者から募集した「パパとママの会話」を元に漫画作成する「読者参加企画」も行った。
作中で時折、バカボンのパパの好物であるレバニラ炒めが登場するが本作以前は「ニラレバ」と言うことも多かったが、『天才バカボン』で「レバニラ」と呼ばれたことからそれが定着したとされる。

### 掲載誌の移籍
1969年に、従来の『週刊少年マガジン』から『週刊少年サンデー』へ掲載誌を変更する。
『サンデー』へ移ったのち、同時掲載の『もーれつア太郎』にニャロメが登場して人気が高まり、本作品は精彩を欠いて半年余りで『サンデー』から掲載を打ち切られた。『サンデー』掲載時の作品は講談社コミックス版の単行本に未収録であるが、『天才バカボンTHE BEST 小学館版』のほか、竹書房発行の文庫版、絶版の曙出版発行単行本、それぞれに収載されている。この時期の作品はページごとのコマの四隅の角が丸い。
1971年に初めてテレビアニメ化が決定して『週刊ぼくらマガジン』で連載を再開する。1か月後に同誌が休刊して『マガジン』本誌で再連載となり、以降1976年まで連載された。

### 派生作品
『バカボン』の派生作品は、1969年から1971年まで『漫画サンデー』に掲載された『天才バカボンのおやじ』（連載途中から古谷三敏が作画を担当）、1972年に赤塚が自主出版した漫画雑誌『まんがNo.1』に掲載された『天才バカボンのパパ』がある。『天才バカボンのおやじ』はダークな展開や下ネタを多用するなど成人向けに描かれた作品ではあるが、そのいくつかのエピソードは『元祖天才バカボン』でアニメ化されている。このほか、長谷邦夫が作画を手掛け、河口仁が手助けした『テレビマガジン』掲載版がある。1990年には、バカボン一家とウナギイヌの10年後を描いた『西暦2000年の生活風景』を発表。2010年2月には、『天才バカボン』からの名シーンや名言を集めた「天才バカボン幸福論。夜のつぎは朝なのだ。」（主婦の友社）が刊行されている。2022年2月14日より「STOP! 海賊版」のキャンペーンの一環として、フジオ・プロの全面協力による本作のファミリーが総出演する漫画『転載はバカボン』の連載が開始。バカボンのパパが海賊版サイトを制作したストーリーが「STOP! 海賊版」の公式Twitterにて、毎日ひとコマずつ発表される。

### 最終回
本作品は何度か雑誌の移籍がされているので最終回は何作品か存在する。最後に書かれた最終回は『デラックスボンボン』1992年12月号で、現在ではウェブサイト『eBookJapan』で販売されている電子書籍版『天才バカボン』38巻に収録されている。だが1988年の『月刊少年マガジン』掲載版（1988年1月号 - 1989年2月号に連載）の最終回は2014年現在まで単行本・電子書籍共に未収録となっている。その内容は赤塚不二夫とフジオプロのアシスタントが最終回の内容を考えるものだったが、「パパとママが離婚」、「バカボンがハジメちゃんを包丁で刺し殺す」、「パパと本官さんがピストルで撃ち合い両者血まみれ」などの描写が描かれ、アシスタントの暴走により本編とまったく関係ない漫画（日本雪 ジャパユキ）が6ページも掲載されるなど、投げやりかつシュールな内容となっている。ラストはパパが「読者の諸君また二度とおあいしないのだ」と一言。話はシュールに徹し締め括られる。
作者公認サイトの質問コーナーで『月刊少年マガジン』版最終回について質問された際に、フジオプロは「『毎回が最終回』のつもりで全力投球で描いていました。」、パパ本人は「最終回が何度もあったので、わしも分からないのだ。」と曖昧な回答がされている。『eBookJapan』版質問ページでは「月刊少年マガジン1988年版の天才バカボンは余りにも過激な内容を含むため、これまで公式に未単行本化の状態で、ebook版にも未収録です。」と回答している。→（天才バカボンのエピソード一覧も参照）

## 登場人物
声はアニメ第1作 / 第2作（元祖） / 第3作（平成） / 第4作（レレレ） / 第5作（深夜）の順に表記。それ以外では個別に記載。演は実写ドラマ版のもの。

### 主要登場人物

#### バカボン一家
バカボン一家の居住地の設定は、赤塚不二夫自身の事務所「フジオ・プロ」がある東京都新宿区中落合。原作ではこのことに幾度も触れ、実際に中落合界隈に存在する店舗名もしばしば登場するが、アニメ第1作と第2作では東京ムービーが所在していた杉並区成田東らしき地名が登場、アニメ第3作では架空地名の赤塚台となっている。アニメ第1作では第1話で都内に転入し、引っ越しのトラックが神奈川県側から東京都に入る場面があるが前の居住地は語られない。
バカボン宅の表札は原作の大部分、およびアニメの第1作第1話などでは「バカボン」、原作の児童誌発表分などと、アニメの大部分では「バカボンのパパ」である。アニメで登場するバカボン宅の電話機は第3作までは黒電話だったが、第4作ではコードレス留守番電話に進化している。電話番号は（880）6974「パパワ ロクデナシ」である。
バカボンのパパ
声 - 雨森雅司 / 雨森雅司 / 富田耕生 / 小倉久寛 / 古田新太 / FROGMAN（となりの天才ヴァカボン・天才バカヴォン）/ 田中和実（ビックワングループのCM）/ 白熊寛嗣（TCKのコラボアニメ、ACジャパンの広告キャンペーンCM）
演 - 上田晋也（くりぃむしちゅー）/出川哲朗(ワイモバイルCM)
主人公。生まれた時は天才児だったが、アクシデントがもとでバカになり現在のキャラクターとなった。出身校はバカ田大学である。赤塚によると「パパは無職でないといけない」としているため、原作、アニメともに基本的に無職となっているが、単発で様々な職に就く描写があるほか、テレビ局側の意向でアニメ第1作では植木屋とされた。ドラマ版の際は原作とアニメと異なりフリーターとされた。
口癖は「これでいいのだ！」「タリラリラ〜ン」「コニャニャチハ」「はんたいのさんせい」「さんせいのはんたい」など。語尾に「 - なのだ」の多用も多く、アニメのサブタイトルのほとんどに使われている。

バカボン
声 - 山本圭子 / 山本圭子 / 林原めぐみ / 亀井芳子 / 入野自由 / 犬山イヌコ（天才バカヴォン）/ 田村睦心（TCKのコラボアニメ）
演 - オカリナ（おかずクラブ）/芦田愛菜(ワイモバイルCM)
一家の長男。天才バカボンのタイトルが示すとおり、本作における本来の主役で渦巻のほっぺたがトレードマーク。しかし主人公として機能していたのは連載初期のみで、「描いてるうちに（バカボンの）パパのほうが面白くなっちゃった」（赤塚談）ことからパパに主役の座を奪われてパパの引き立て役に転じた。
当初はドタバタホームコメディ漫画における「頭は良くないがのんびりした心優しい性格の主人公」の役割を担っていたが、主役交代とそれに伴うナンセンスギャグ漫画へと作品傾向が次第にシフトしていくに従って、不条理なパパの言動をアシストする愚直で腹黒い面もあるキャラクターに変化していった。しかしパパと一緒になって悪さをはたらくことが多いだけで大抵は悪意はない。パパのわがままに振り回されひどい目に遭うことも多く、時にはパパをひどい目にあわせたこともあった。
基本的には勉強は苦手だが、靴磨きのバイトを嘘の身の上話で料金をせしめるなど計算高い面もある。頭は良くないがトラブルメーカーのパパより良識があり、回によってママと共にパパを叱ったり、諌めるしっかり者な一面もある。連載初期はパパを「とうさん」と呼んでいた。
アニメ第1作では、逆立ちで苦もなく歩いてハジメをいじめたクラスメートを懲らしめる身体力を持つが気の弱い少年、第2作以降は悪気はないが常識の欠落した少年として描かれている。
通っている学校は、アニメ第1作、天才バカヴォンでは「坊毛茄子（バカヴォンではカタカナ表記でボケナス）小学校」、アニメ第4作の最終回では「バカ田小学校」。アニメ第1作以外では学校生活のシーンは非常に少ない。
連載開始当初は着物の下にズボンを履いていたが、着物＋靴スタイルになる。アニメ第1作や第2作ではパンツを穿いているが、第3作のOPで一瞬股間が見えるシーンがある。着物の色は原作では緑地に黒い渦巻、アニメではシリーズすべて青地に水色の渦巻きだが、天才バカヴォンではピンク地に青い渦巻となっている。
1972年発表の「20年後のバカボンなのだ」（前後編）では20年後（1992年）の一家が描かれているが、前編ではバカボンに息子「マジメ」が生まれるが大変な悪ガキで、気苦労で髪が全部抜け落ちて、後編では下痢で痩せる。
2010年、明治製菓（現・明治）の菓子「チップチョップ」のTVCMキャラクターに起用される。
ハジメ
声 - 貴家堂子 / 貴家堂子 / 坂本千夏 / ゆきじ / 野中藍 / 野村道子（ソノシート版） / 澪乃せいら（天才バカヴォン）
演 - 早坂ひらら/児嶋一哉(ワイモバイルCM)
バカボンの弟。パパとママの次男。生まれてしばらくしてすぐに言葉を話せるようになり、レコーダーを発明したり「ピタゴラスの定理」や「ケプラーの法則」の解説などもできる天才児。後頭部に一本だけブタの尻尾のように丸くカールしたアホ毛がある。パパとは「これはワシの息子でないのだ」と言って網走刑務所へ飛ばそうとするほど、性格も顔も似ていない。性格や顔はママ似である。高く跳んだり、三角跳びを駆使しバカボンを羽根つきで負かしてしまうほど運動神経も良い。
漢字では「一」と書いてハジメと読み「何でも一番を目指してほしい」とするママの願いを込めた命名である。1999年にNTT西日本の「ISDNはじめちゃん」のキャッチフレーズと共にフレッツISDNのCMに出演、この時の声優は貴家堂子である。バカボン同様パパのことが大好きである。
「20年後…」では、3年前に医学の研究でアフリカに渡り、「バカ菌」を発見している。シワが多くなっている。
アニメでは誕生のエピソードが第1作序盤で描かれている。第1作では"はいはい"でしか移動できなかったが、すでに手は器用に扱える。最終話では歩けるようになり、第2作以降では最初から歩いている。
原作では普通の口調だが、第3作・『天才バカヴォン』では丁寧口調で話すことが多い。
第4作ではパソコンを持っている。パパが世界一頭のいい人と思い浮かんだ際、はじめが現れた。ドラマでは3Dプリンタで何かを作っていたり完璧な英語を喋っている。
バカボンのママ
声 - 増山江威子 / 増山江威子 / 増山江威子 / 増山江威子 / 日髙のり子 / 北浜晴子（第1作） / 上野アサ（天才バカヴォン）
演 - 松下奈緒/小池栄子(ワイモバイルCM)
黒百合女学園の出身で専業主婦。パパとは女子大生の時に出会った。トラブルメーカーのパパと、それに付き合うバカボンに振り回されながらも、一家を守る良妻賢母である。ごく普通の美人のママで基本的には穏やかな性格で、パパたちに本気で怒ることはほとんどないが、パパの悪ふざけが過ぎると本気で怒ることもある。長らく風呂に入らないまま垢だらけの体でママに近づこうとしたパパに向かって「パパ!!おふろにはいりなさい!!」と怒っている。カエルが大の苦手。
原作およびアニメ第1作・第3作で同級生の成金婦人と再会した際、ママのことを「あっちゃん」「あっこ」と呼ぶことがあった。原作、およびアニメ第2作ではパパとの出会いのエピソードが描かれ、原作で「春菊の星」とパパが勝手に名付ける設定をもとに、アニメ第2作での本名は「春菊」とされた。実は告白したのはママの方からである。
「20年後…」では、前編ではスタイルは不変だがシワが多くなっている。だが後編では、正月料理の食べすぎで相撲取り並の肥満体になってしまい、ダイエットのためにランニングをしようとした時、道端の釘を踏んづけてパンク死してしまった。
アニメ第2作の設定では年齢は32歳（第156話より）。
テレビアニメ版では、第1作(第35回後半「パパとママがけんかをしたのだ」)で一度だけ北浜が代役となったこととを除けば、第4作までバカボン一家の中で唯一シリーズを通して声優が変わっていない。赤塚は4回目のアニメ化に際し、「ママの声だけは（増山から）変えないで欲しい」との要望を出している。
1994年にはブルドックソースの『東京のお好みソース』のイメージキャラクターとして起用された。CM本編で歌を唄い（当CMのオリジナルソング）、このCMに出演した時のバカボンのママの声の主は歌手の中森明菜だった。

#### その他の主要登場人物
本官さん
声 - 田の中勇 / 肝付兼太 / 千葉繁 / 千葉繁 / 森川智之 / 大竹宏（第1作） / 岩田光央（天才バカヴォン）/ 茶風林（九九はこれでいいのだ） / チョー（ブックオフのCM）/ 高木渉（ワイモバイルのCM、TCKのコラボアニメ）
演 - 高嶋政伸
「日本で一番銃弾使用量の多いおまわりさん」との異名も持つ。一時は「ピストルのおまわりさん」が公式名称だった。パパと幼馴染みで、両方の目玉が眉間のところでつながっている。パパには原作では「おまわりさん」、アニメでは「本官さん」と呼ばれる（これは一人称が「本官」であることが名前の由来）。
私設派出所（表札は第2作では「横丁交番」や「下町交番」だったが、第3作では「こうばん」となっている、第4作では屋根にローマ字で「KOBAN」と書かれている）に常駐している。アニメ（第1作）では最初多摩川の周辺地域に勤務している。第1話でバカボンのパパとともに犯人検挙の手柄をたて、都心の町（バカボン一家の住む町）に配属されたとする。
一応真面目に職務に就いているが短気な性格で、激昂するとピストルをとにかく撃ちまくる。「タイホするー！」「死刑だー！」「貴様！本官をブジョクする気か!!」が主な口癖。これが原因で警察をクビになったこともあったが、すぐに復職する。原作・アニメと共にラーメンが好物で主にカップラーメンや出前を頼むなどして大量に食べている。ウナギも好きでウナギイヌを食べたがる。出世欲が強く、なにか事件が起こると「手柄をあげて出世するチャンスだ」と張り切る。
出身は埼玉県新座市である。生年月日は昭和18年11月18日であることがアニメ第2作の第13話で本人の口から語られている（これは該当話の演出を担当したさきまくらが自らの生年月日をそのまま使った、一種の楽屋ネタだった）。趣味は鉄道模型で、KC庁模型クラブで優勝したことがある。優勝作品は「デゴイチ三重連」。連載開始当初は登場しておらず、その代わりに目玉がつながっていない普通の警察官が出てきていた（ただし、毎回顔が変わっていた）。本名は白塚フチオ（第3作では署長から「ツナガリ」「本官」と呼ばれる）、本官に酷似な子供の勇がいたが、あまりに嘘つきで夜中にお腹が痛いと訴えたのを無視した際に死亡する。勇が面白がってついたウソで死に追いやられた医者の隣の墓に葬られる。先述の本名が明かされたエピソード「みんなそろってフチオさん」の初掲載では、ラストの「ハシラ」部分の予告に「白塚フチオの弟登場」と記載されていたが、次の話の「強盗殺人の予告なのだ」の扉では本官が敬礼をしながら「先週の予告で本官の弟が出る話をやるとありましたが、もっとおもしろい話ができたのでこれをお送りいたします」と発言し、登場はしなかった。
アニメ版で使用しているピストルは、第3作までは実弾を使用していたが、第4作では撃ちたがりの悪癖から支給されなかったので本人自作の音だけはそっくりなモデルガン（しかし、連発のしすぎで暴発し、黒こげになることもある）の設定になっている。第5作では実弾に戻り第2話でレレレのおじさんとウナギイヌを射殺した。
目はアニメ第1作では普段はつながっておらず興奮した時だけつながる。
鼻の穴は、第1作では2つだが、第2作以降から原作同様の四角い鼻の穴1つになる。
帽子の下は植物の双葉のような髪型だが、第2作、第3作ではモヒカン。
時代は不明（アニメ第2・3作では「江戸時代」）だが、姿形がそっくりな家老大廻交番介（おおまわり こうばんのすけ）がおり、殿様を箱の中に封印して城を乗っ取った逆臣であった。
アニメ第3作では、警察のことを国家権力と言っている。普通の警官よりピストルの弾を使うため給料を減らされていることを「それもこれもお前の親父のせいなんだ!」とバカボンに恨みを言い放ったこともある。
バカボンシリーズの他多くの赤塚作品に登場しているものの、主役になったことは一度もなく名脇役と言えるが、京極夏彦が赤塚とコラボした小説にて、初の主演を果たしている。
他のキャラクターにも言えることだが、登場した話によって立ち位置が変わるため、バカで極端なキャラクターであったり、常識人の警察官であったりと性格は一定ではない。
原作中期以降では、彼が同性愛に目覚めるオチのエピソードが多いが、大抵一話完結のため設定が元に戻る。
となりの天才ヴァカボンにおけるデザインはアニメ4作に近いものになったが、劇場版・天才バカヴォンでは原作とアニメの中間的なデザインとなった。
劇場版天才バカヴォンでは勤務時間にラーメンを食べようとするが、パパと神田に食べられてしまった。
原作の初期には別のおまわりさんがレギュラーで登場し、バカボン父子をからかう町の人々をたしなめるような優しい人情警官だった。
レレレのおじさん
声 - 槐柳二 / 槐柳二 / 千葉繁 / 千葉繁 / 石田彰　/ 茶風林（九九はこれでいいのだ） / 龍田直樹（ビックワングループのCM） / 緒方賢一（ブックオフのCM） / 上島竜兵（天才バカヴォン） / 越後屋コースケ（TCKのコラボアニメ）
演 - 小日向文世 / 松平健（レオパレス21のCM）
和服姿に下駄履きで、常に路上で掃除をしている謎のおじさん。口癖は「おでかけですか?　レーレレーのレー」。アニメでは「クリーン、クリーン」と歌いながら掃除することが多い。販売店かメーカーかは不明だが、「電気屋」の社長である。家族はすべて顔がよく似ている子供25人（五つ子が5組）で、全員独立している。妻は既に他界。若いころの衣装は着物ではなくスーツだったが、柄は同じ。登場当初は「おでかけのおじさん」ともいい、顔が登場するたびに変わっていた。ニューヨークではほうきではなく掃除機を使用していた。小柳藩の城下町編では、いちゃもんを付けて来たタコ顔の男を「キレレのレー!!」の掛け声のもとホウキに仕込まれた刀でバラバラに切るアンマ師となっている。
博学で「えらい人になりたいのだ」（竹書房第7巻）ではパパにワシントンのことを聞かれて詳しく説明したり、「たいくつはひとごろしなのだ」（同）では「退屈」の理由を説明してパパを驚かせた。
「あそびにきました土の中」では、地下で暮らすパパの同級生・小倉に逢うために地下を掘り進んでいたパパとバカボンの目の前に登場、「お墓の中でコニャニャチワ」では雨天の中、傘の付いた箒で掃除していたり、「ねむれないのだ夢の中」では、真夜中に町の中を歩いていたパパの前に、道路に布団を敷いて寝ていながら「おやすみですか」と登場するなど、時々常軌を逸した行動を取ることがある。普段は温厚で飄々としているが、掃除を邪魔したり町を汚すものには容赦がなく、態度が急変して箒で叩いたりと乱暴な面もある。
「レレレのおじさん」のモデルは、作者がかつて愛読していた杉浦茂の漫画のキャラクターがヒントになっている。顔つきや手の仕草（親指、人差し指、小指を立てる）など、共通点が多い。また、掃除で悟りを開いた仏陀の弟子、周利槃特をモチーフにしたという説も存在する。
浴衣の色は原作・アニメを通して黄色だが、『おそ松くん』第2作や天才バカヴォンでは緑の浴衣を着ている。
アニメ第2作と第3作では、彼の兄弟として「ヨヨヨのおじさん」が登場している。1995年にアステル東京のイメージキャラクターとして双子の兄弟の「ルルルのおじさん」が選ばれ、2004年にはロート製薬「レスパ」のCMに出演。1989年の川崎市市長選挙時には、棄権防止を呼びかけるポスターに登場、2009年には「レオパレス21」CMで松平健が扮し「お住まいお探しですか？レレレのレオパレス」とアピールをしている。2010年では明治製菓の「チップチョップ」のCMにも出演している。90年代には日本アジア航空のCMで実写で登場。声は初代の槐柳二が担当した。
ウナギイヌ
声 - なし / 池水通洋 / 田原アルノ / 塩屋浩三 / 櫻井孝宏 / 秋本帆華（天才バカヴォン）/ 樫井笙人（TCKのコラボアニメ）
ウナギとイヌの特徴を併せ持った珍獣。黒く太いウナギの体にイヌと同じく脚が4本あり、「ワンワン」と吼える。ドラマ版では『1』では未登場だったが、『2』でCGとして登場した。

### その他のキャラクター

#### バカボン一家の親族
パパのパパ
声 - 富田耕生（第5作）
パパの誕生秘話である「パパのうまれたはじめなのだ」と「わしの天才がバカになったのだ」に登場するバカボンのパパの父親である。弟（叔父）が「一郎にいさん」と言っていることから、名前は「一郎」である。顔がパパに酷似で鉢巻きも着けているが、腹巻きはしていない。4匹のペット（後述）を子供代わりにしていたり、3年前に入院した妻を知らず、先述のペットをパパの出産祝いに丸焼きにして食べるなど、パパに性格が似ている。
これより前の「バカ田大学思い出日記」では、バカ大時代のパパの日記シーンに「パパのとうちゃん」（声 - 八奈見乗児（第2作） / 緒方賢一〈第3作〉）が登場しているが、キャラはかなり異なっている。第3作ではバカボン家の表札には「旧バカボン」と書かれている。
パパの叔父
パパのパパ（一郎）の弟。やはりパパと顔が似ているが、腹巻きはおろか鉢巻きもしていない。ペットを子供代わりにしていたり、そのペットを「ケダモノ」呼ばわりしたり、ペットを出産祝いに食べる兄（&パパ）を呆れている常識人。
パパのパパのペット
パパのパパが子供代わりに飼っていた動物たちで、ウマの「馬之助」、ニワトリの「ダシ夫」、ブタの「トン勝」、ネコの「シャミ吉」の計4匹からなる。馬之助は「ヒンヒン」「パカパカ」「ウマウマ」程度しか喋れないが、他の3匹は人語が喋れる。ペットとはいえパパのパパは、ダシ夫・トン勝・シャミ吉を学校に通わせたり、将来馬之助を落語家、トン勝とシャミ吉を歌手、ダシ夫をキンチョー蚊トリ線香の会社に務めさせようとするなど、自分の子供のように扱っていた（つまりパパにとっては義兄に近い）が、パパが産まれると用済みとばかり、全て丸焼きにしてパパと共に食べられた。
パパの母親
声 - 野沢雅子（第2作）
先述の2話では叔父が「3年前に入院した」とだけしか言われず、姿を見せなかったが、「母をたずねて三千里」で登場。20年前にパパから3000円借金し、その夜突然失踪してしまう。現在になって度々パパと出逢うも、当のパパは「3000円が恋しい」としか言われず、ようやく再開した時もパパから「3000円返して」と迫り、さらに「利子も返して」と迫ったために再び失踪した。
マジメ
原作「20年後のお話なのだ（前編）」のみに登場。バカボンの息子で、パパの孫にあたるが、バカボンに甘やかされて育ったために、名前とは裏腹に物凄い悪ガキで、父・バカボンを「くそおやじ」呼ばわりする。子供ながらヒゲをはやしている。バカボンと共にパパの家に年始回りに来て、ママが買った服を「自分の服は自分でデザインする」と言って引き裂いたり、アフリカから国際テレビ電話したハジメに「ナマイキ菌を見つけてほしいのだ」と言うパパを蹴り飛ばすなど、やりたい放題だが、ママが買った巨大リンゴから出た巨大毛虫に襲われ、その毛虫に説教されて改心した。
バカボン似の少年
原作「恐怖の結論いそぎ人間なのだ」のみ登場。やたらと結論急ぎな性格ながら、パパに火あぶりにされて凡人に一変したパパの後輩・田中が、ジャガイモの研究に北海道へ2年、カレーの研究にインドへ60年行って帰国後に出逢った、バカボンに瓜二つの少年。パパのことを「おじいちゃん」と言っていることからパパの孫に当たる。

#### ゲストキャラクター
バカ塚 不二夫（バカつか ふじお）
漫画の中に登場する漫画家。赤塚本人がモデル。顔が横長。
カメラ小僧（篠山紀信）
鼻をたらし、生臭い風と共にクルクル周りながら写真をとる少年。本官さんが苦手としている相手の一人。息子がいる。
カオルちゃん
妻帯者だが男好きのオカマ。『おそ松くん』では彼をモデルにした警察官（八頭勝三）が登場。『天才バカボン』にも一回だけ警察官として登場した。アニメでは一回も登場しないが3作に彼にそっくりな舞踊の先生が登場（声 - 緒方賢一）、道場破りに来たトースト君を軽妙な対応で退散させた。
夜の犬
その名の通り、夜に現れる謎の犬。基本的に片足で逆立ちしている。アニメでは第1作以外に登場し、他の赤塚漫画にも多数登場している。色は作品によって青色だったり茶色だったりする。
ウメボシ仮面
声 - 八代駿（第2作）/ 中村悠一（第5作）
ラクガキのようなデザインが特徴。連載中期頃に登場し、幼少時代のパパの過去を語ったりするなど、主に狂言廻し役で登場する。アニメ・原作と共に人気が急降下してしまい、その後の消息は不明なキャラクターとして描かれたが、原作の「ほんとのほんとうの最終回なのだ」で久々に登場、過去の名場面の紹介の中で「アイデアにつまってこまると手をぬいた」と発言した。第5作では原作同様、パパの幼児時代を語っていたが、変わった歴史を元に戻すためにバカボンやパパに協力する。
元々このキャラクターは名前が無く、読者からの一般公募で決められた。中には「ノータリーナー」・「八毛出ちゃん」・「スーハーマン」・「ミスターメンソレータム氏」・「ミットモネーグラス」・「ガンバラナクッチャモドキ」・「ラクガッキー」・「タラチリくん」などであった。
宇宙人
声 - 西村朋紘（第4作） / 茶風林（九九はこれでいいのだ）
宇宙から来たタコに似た宇宙人。原作ではパパたちに食べられるオチだったが、アニメ版では宇宙船が故障してしまい、修理代を稼ぐためにアルバイトをするオチとなった。『九九はこれでいいのだ』の7の段にて「宇宙タコ」ととして登場、パパと山寺に「宇宙タコ焼き」にされて食われてしまった。その後9の段にも登場し、他の仲間たちと共にサルサを踊っていた。
角成（かくなり）
声 - 加藤精三（第1作）
町内一の将棋名人。傲慢な性格で将棋で負かした相手に拳骨を行う。ふとしたきっかけで将棋が強いと勘違いされたパパと拳骨を掛けて対局する。パパの玉に王手をかけるが交代したハジメに王手を回避され、その後にハジメに負かされてしまう。最後は殴られることを恐れて逃走するが、町の人々の前でパパから殴らない代わりに威張るのを止めるように言われる。アニメではパパが殴ろうとするが、ハジメに止められ殴るのを止めている。
豊臣 利息守（とよとみ りそくのかみ）
声 - 八代駿（第1作）
「殿様はくるしゅうないのだ」に登場。自称「百菱城の大殿」で、家老や大勢の家臣らを従えている。ママが寸法を間違えて買ったズボンを履き、殿様気分になったパパと出会い、パパからは変人扱いされるが、家老や家臣らによる大名行列で本物と判明させて去る。だがその正体は「百菱銀行」の会長で、銀行の預金を使い込んで殿様気分になっていた。
佐藤 紅茶（さとう こうちゃ）
声 - 家中宏（第4作）
第2作、第4作に登場。交番から近所の一軒家に住んでいる腹話術師。ママの知り合い（声 - 滝沢ロコ）の娘のお見合い相手。ママの見立てでは「まじめそうな人」。原作では知り合いから身分について調べるように頼まれて、パパが佐藤の家に押し掛けた（アニメではお見合いをママのお見合いと勘違いしたパパが家に押し掛けた）。職業の腹話術について尋ねるパパは人形を子供と勘違いし、背中の穴を見て殺人犯と勘違いされてしまう。その後、お見合いも破談となった。
第4作では最後はママに叱られたパパが腹話術人形のマネをして誤魔化していた。
尾夢 列夫（おむ れつお）
声 - 緒方賢一（第3作）
玉子協会大物代議士でバカボンのパパに似ている。鼻毛の右側にホクロがある所以外は全てパパと同じ顔の形をしている。逃げるときは鶏になる。
熊田（くまだ）くん / 手塚 ブト治（てづか ブトおさむ）
声 - 松本梨香（第3作） / 山口勝平（第4作）
バカボンのクラスメートで鉄カブトのことしか言わない変わった少年。原作とアニメ第3作では熊田くん、第4作では手塚ブト治として登場する。元は素直で賢い少年だった。鉄カブトのことしか言わなくなった経緯について、原作とアニメ第3作では父親（声 - 田原アルノ）が製本所のミスとも知らず買い与えた野口英世のカバーをした鉄カブトの本を言われたとおりに一字一句読み続けたため（鉄カブトの本のカバーをした野口英世の本を読んだ鉄カブト工場の従業員は野口英世になりきっていた）、第4作では戦場に行っている父親の影響によるものとされている。基本的に「たたえよ鉄カブト!」としかしゃべらず、長文は鉄カブトに関する言葉しか発しないが、母親（声 - 坂本千夏）を初め周囲とはなぜかコミュニケーションが取れている。第3作では父親が、第4作では祖父が、彼のことを心配していたが本人と母親はさほど気にしてはいない。
花山カオル
声 - なし / 八奈見乗児 / 緒方賢一 / 亀山助清
ゴミだめの部屋に住む小説家。不潔なゴミに囲まれると非常に美しい文章を描く才能を持っている。しかし、ファンの一人であるママに部屋を掃除されその才能は失われてしまい、人気も急降下してしまった。
ノンちゃん
声 - 不明 / 丸山裕子 / 片岡富枝 / 松本梨香
ママの同級生。卒業後は海外に留学して大社長になるほど優雅に生活し、長い間日本にいないため日本の暮らしに慣れていない。20年ぶりにママと再会するも、パパに散々振り回され、ライターを故障させられ頭が丸焼けになり、ペットの犬を丸坊主にされ、あげくの果てには愛車を大破される。第1作、第2作にも登場しているが、いずれもデザインは異なる（3作、4作は原作に近いデザインになっている）。特に第2作では比較的質素な家に住み、自宅の裏の空き地でターザンごっこに没頭する亭主（声 - 北村弘一）に手を焼いていた。
署長
声 - 肝付兼太 / 八奈見乗児、永井一郎（6回Bパート）、北村弘一、槐柳二 / 八奈見乗児（第3作7回Bパート）、緒方賢一（第3作14回Aパート - 45回Bパート） / 緒方賢一 / -
本官さんの上司。アニメ全作で登場しているが、いずれもデザインが異なる（第3作、第4作のデザインは原作準拠）。基本的に、本官さんに対しては普段から厳しく、パパに対しては2作目を除いて激しいツッコミを入れるなどしていた。2作目では、一般市民として快く対応している。しかし交番ジャックの際にはバカボンのパパを「一般市民として問題のある人物」と発言し見捨てようとした。
息子のシンマイも警察官である（後述）。
シンマイ警官
声 - なし / 山田俊司 / 鈴木勝美 / 大川透 / -
名前のとおり新米の警察官。本官さんの後輩にあたる。本官さんからは先輩面をされ、捕えた泥棒も本官自身の手柄にされるなど、酷使されている。署長とは、第3作を除き親子。第4作では出番がひそかに多い。
パパに似た警官
声 - 緒方賢一（第2作）
原作、第2作に登場したパパそっくりの警察官。バカボンたちを人質に取ったギャングを逮捕するために本官さんが呼んだ。見た目はパパそっくりだが、バカではない。本官さんの口車に乗せられ、わざとバカなふりをしようとするが、やり過ぎた結果本当にバカになってしまう。
医者
声 - なし / 北村弘一 / 八奈見乗児 / 緒方賢一 / -
原作、アニメ第2作「わしは新聞にだまされたのだ」、アニメ第3作「ウソは世のため人のためなのだ」、アニメ第4作「パパは正義の大ウソつきなのだ」に登場。
バカボンのパパに診察して欲しいと自宅まで呼ばれ、顔が怖いから髪や髭を剃って欲しい無理難題を吹っかけられた。
第3作では元の顔の時、「家内から『里見浩太朗に似ている』と言われている」と漏らし、バカボン、ママ、ハジメちゃんはずっこけた（バカボンも「先生の奥さん、目がおかしんじゃない?」と指摘した）。
しぶしぶ受け入れて診察してバカボンのパパにからかわれたことに気付いて元の顔に戻して欲しいと言ったら、マジックインキでグロテスクな顔にされて、バカボンのパパを追い回したが逃げられてしまいその顔で病院に帰ったら看護師に「あんたは先生じゃないよ!」と拒絶された（アニメ第2作では水をかけられた際マジックインキが落ちたため何とか信じてもらえた。アニメ第4作では病院に帰らなかった）。
第2作ではパパを診察するまで3年間患者が来なかった程の貧乏医者、第3作、第4作では患者から高額な治療費をふっかける悪徳医師になっている。
原作と各アニメではその後の顛末がいずれも異なる。原作では頭をぶつけて記憶喪失になり乞食に身をやつしてしまう。アニメ第2作ではオチでバカボンのパパが夜タバコを買いに行く途中ヒッチハイクしようとしたら、トラックに自分の病院まではね飛ばされベッドに墜落して「よく私の前にまた現れたな」と急患として出迎える。アニメ第3作では巨大な注射器でパパを再び追い回し、結果パパはトラックにはねられて入院することに。アニメ第4作では「絶対捕まえてやる」とぼやいていた最中、新聞にだまされたと勘違いしてその腹いせに新聞屋から自転車を盗んで下り坂を暴走したバカボンのパパと出会い頭に衝突した末、自分の病院にお互い入院した。
九官鳥
声 - 肝付兼太（第2作） / 田中真弓（第3作）
自分を魔法使いによって姿を変えられた王子様と名乗っているが、実は飼い主と喧嘩して家出したただの九官鳥。育てが悪かったのか妙に口が悪い。「あいつが魔法使いだ（そば屋や寿司屋や焼き芋屋や本官さんなど）」と言ってパパを騙して、どさくさにまぎれてこぼれた食べ物を食べる。
原作と第3作では飼い主に連れ帰られてもパパは最後まで王子だと信じていたが、第2作では最初から王子だと信じておらず、「面白いから、からかっただけなのだ」と言っていた。それを聞いた途端本人は騙すつもりが逆に騙されていたことに悔しがっていた。
名前は原作・第2作では「万太郎」第3作では「九太郎」。チビ太のセリフである「てやんでぃ、バロー、ちくしょー」と言っているシーンがある。
馬
パパの幼少時代に登場し、パパがバカになった元凶である。パパが修理した車が馬に衝突しパパのせいだと思った馬が彼の頭を殴りその弾みで頭のネジが外れ、さらにそのネジを当の馬が飲み込んでしまったことで天才的な頭脳を手に入れた。
機関士
声 - 北村弘一（第2作）
原作・アニメ第2作「サクラはちるちる人もちるのだ」に登場。かつては蒸気機関車の機関士だったが、新幹線と追突して寝たきりになり、外の桜の木を見て「あの桜が全部散ったら死ぬ」と譫言を言ったり、時々発作でSLの如く家の中を走り回っていた。ところがその桜の木の元でバカボン親子が花見をしているので抗議すると、パパはわざと桜の花を全部散らしてしまうが、死ぬどころか逆に元気になってしまう。アニメでは寝たきりの理由は、「担当したSLが廃止されたためにショックになる」に変更された。
交番ジャックの男
声 - 緒方賢一（第2作）
アニメ第2作「交番ジャックなのだ」で登場。職場で屁をしたことで解雇されヤケクソになり、有名になるため本官さんとバカボンのパパを人質に交番をジャックした。
星の王子さま
声 - 緒方賢一（第2作）
原作・アニメ第2作「うらなう人の星の王子さまなのだ」に登場。少年ながら占いを経営し、「ティンクルティンクルチーカチカ」と呪文を唱えて父親（声 - 北村弘一）にハンマーで頭を殴らせ、出た星の様子で占っていた。占いは百発百中だが財産の大半を稼ぎ、常に威張っている。やがてパパが卵を持ってきて「この卵は目玉焼きかゆで卵かどちらにすれば」と聞いたので、頭から出た星が湯気状になったことから「ゆで卵にしろ」と占うが、実は卵の正体は石で、パパが「皆に『当たらない』と言い触らす」と脅したので、口止めとばかりにパパに王子さまを力まかせに殴って再起不能にさせた。しかし再起不能後も威張り癖は治らず、今まで威張られていた母親（声 - 小宮和枝）に逆にハンマーで殴られることとなる。
カニボス
声 - 八奈見乗児（第2作）
原作、アニメ第2作「カニボスと海の商売なのだ」に登場。
海岸に場所代を徴収するカニ頭の男、ハサミが武器で、場所代を払えない店はハサミで嫌がらせをして去る。バカボン親子の策で彼と子分を一緒に撃退して更生させたが、子分（声 - 山下啓介）は「親分は心を入れ替えて商売替えしたっすよ」と報告してバカボン親子と本官さんを砂に埋め、散髪屋になったカニボスはハサミで3人をスキンヘッドにした。
双子の兄弟
声 - 真柴摩利（第3作）
アニメ第1作「それでもパパはヒイキするのだ」、アニメ第3作「パパはひいきするのだ!」に登場。
バカボンの友達。バカボンのパパはホクロが目立つ方をひいきし、バカボン親子と野球の後、差別された目立たないほうは「おじさん!いい加減に帰ってよ!」と自宅から追い出そうとしたが、彼らの家にいるとも知らず「お前のほうこそ帰れ！」と言い返された。
バカボンのパパが改めてお互いひいきしようとしたが、1作目ではタッグを組んで二重唱で「さっきの仕返しだ！」とバカボンのパパに馬乗りになって兄弟で殴りつけた。
第3作ではバカボンのパパの耳元で「断る!」と一斉に大声であしらった。
双子の父
声 - 峰恵研（第3作）
アニメ第1作「それでもパパはヒイキするのだ」、アニメ第3作「パパはひいきするのだ!」に登場。
バカボンの友達の双子の父。1作目ではバカボンのパパが双子の兄弟とケンカしてその騒ぎを聞きつけ、バカボンのパパに家宝の壺を割られたことを知って、憤慨して彼を家から叩き出した。
第3作ではバカボンと双子の兄弟に留守番を押し付けられたバカボンのパパに、帰宅直後ヒイキされ「ヒイキはやめろ!わしの同期がヒイキされて専務の座に就かれた悔しさが甦るんだ!」と彼を殴り、竹刀を持って道端まで追い回した。
桃太郎
声 - 緒方賢一（第2作） / 松本利香（第4作）
日本昔話『桃太郎』のパロディ「モモのウラシマの太郎なのだ」に登場。ママが川から流れてきた桃から誕生したが、桃が半分腐っているため性格も腐ったハナ垂れ小僧で、「チョンビレチョンビレ ウジャウジャホーイ」などの奇妙な言葉を話すのが癖。やがてバカボンと共に鬼ヶ島へ鬼退治に行くも、待ちかまえた鬼たちに追い詰められて絶体絶命となるが、浦島太郎（本官さん）から入手した玉手箱を投げつけて鬼たちを高齢化させて勝利、宝を手に入れて帰宅した。最後は勉強して「二宮金次郎」となった。
アニメではハナ垂れではなくなり、お供に連れた犬・猿・雉を食べる場面は無く（脅して逃げ帰られた）、ラストのオチは、第2作ではバカボン一家とのラインダンス、第4作ではパパが宝を元手に喫茶店を始めた、と改編した。
イヌイス
声 - 二又一成（第3作）
パパが悪徳骨董品屋から奪ってきた、古い取手付の椅子。一見するとただの椅子のように見えるが、吠えたり噛みついたりするなどまるで犬のよう。実はその正体は死んだ犬の魂が神様の手違いで椅子として生まれ変わったもの。
第4作では綺麗な椅子に惚れ、彼女にプロポーズするためにアルバイトするもその椅子がデカパンに売られそのまま引っ越されたため、追いかけて数か月たち、彼女と結婚し新婚旅行した。
魔法使い
声 - 緒方賢一（第3作）
カップラーメンのカップからでてきた魔法使い。パパに1日1回（第2作では3回）しか使えない魔法を与える。呪文はアニメと原作で異なっている（「ビビバビデミスズ」（原作）、 「ビビデバビデバー」（第2作）、「ビビデバビデビー」〈第3作〉）。
ヘビースモーカー
声 - 八奈見乗児（第2作）
原作「死んだらたばこはすえないのだ」、第2作「死んでもたばこはやめられないのだ」に登場。妻（声 - 小宮和枝）にタバコをやめるように言われてもやめられないニコチン依存症の男。
妻に隠れてタバコを吸っていたら、妻に見つかりそうになり彼女のカバンにタバコを隠すが、妻はデパートでスリに襲われそうになるが防御できたところで足が付いた。
次にバカボンのパパのアドバイスでホースで吸う芝居をしていたが妻に見破られ、ふすまの向こうで先端についたタバコをじょうごにすり替えられ、唐辛子を吸わされた。
妻に買収されて見張ったバカボンのパパにタバコを吸わせてくれなかったがそれでもタバコを隠れて吸い、妻が帰ってくると自分の服の中に隠したが火だるまになって家が全焼し、妻にハリツケにされ「そんなに吸いたきゃ好きなだけ吸いなさい」と家の残骸を咥えさせられた。
天気予報士
声 - 緒方賢一（第2作・第3作）
アニメ第2作「天の雪をお待ちするのだ」、アニメ第3作「死んだふりして死にそうなのだ」に登場。妻のタマエ（声 - 小宮和枝（第2作）/ 松本梨香〈第3作〉）がいる。
バカボンのパパが雪を降らせて欲しいと頼みに来たとき、酔った勢いでOKしたが命まで賭けていたことは酔いが覚めるまで知らなかった。
雪が降らなくてバカボンのパパがピストルをもって押しかけて来た時、死んだふりをした。
オチで2作目では雪が降ってきて、布団から出たら、「死んだとウソついたな!」とバカボンのパパにハリセンで大空へホームランにされた。
3作目ではバカボンのパパと本官との戦いの末、お酒を飲んで本官を家から追い出し、挙句の果てには家具を投げまくった。
石コレクター
声 - 八奈見乗児（第2作） / 水鳥鉄夫（第3作）
アニメ第2作「石さん百万円なのだ」、アニメ第3作「私は石になりたいのだ」に登場。
100万円する石を家族より大切にしているが、息子が木工細工で金槌代わりに釘を打ったら彼を叱る。
2作目では他人に触られないように、コンセントにつないだ電線を石に巻いて防衛するがバカボンのパパにコードを抜かれた。
息子は愛されていないから、バカボン親子に誘拐されたふりをしてどっちが大事か試し、石コレクターは身代金代わりに高い石を持ってくるように言われ、妻に諦めるように言うと「人でなし!石でなし!」と叱られたが、ダミーに自宅の石垣の石を持ち出そうとしたが崩壊し、石垣の下敷きになり入院した。
オチで2作目では崩壊した家が再建されるまでの間、妻と息子はバカボンの家に居候しに来て、石コレクターは病室で「石」の単語を聞くと憤慨するようになった。
3作目では病室でミイラ姿で寝ていて「今後は息子を大切にする」と宣言したが、妻に高い石を処分されそうになると「この石は入籍して正式に妻として迎える!」と断ったら、「あたしの立場はどうなるの!」と追い回された。
「ばかうけ」のCMにも登場。
空頭の師範
声 - なし / 和久井節緒 / 八奈見乗児 / 大川透
アニメ第2作「スポーツは空頭が一番なのだ」、アニメ第3作「空頭の大先生なのだ」、アニメ第4作「頭で空手で空頭なのだ」に登場。
バカボンのパパが大工をしていて、彼に空手ならぬ、頭突きの空頭を教えた男性。
しかし空頭の後、医師に「これ以上頭突きをすると大変なことになりますよ！」と警告され、空頭を断った。
空頭を会得したバカボンのパパが自宅で大暴れしたが漬物石を割れなかったから、師範の家を訪れ、割ってもらおうとしたが師範は無理やり割らされ、水がめで頭を冷やした。その後、2作目では頭がおかしくなったものの自分の頭に衝撃を与えると計算能力が増加されるところをテレビ出演で公開し、3作目では頭が良くなるハンマーを実演販売したり、4作目では空頭でお寺の鐘を鳴らした。
宇宙人ごっこの男達
声 - 北村弘一、緒方賢一（第2作）
原作、アニメ第2作「宇宙人をタイホするのだ」に登場。
アパートに住んでいる2人の青年。彼は退屈しのぎに窓から入ってきた猫の体毛を抜いて遊んでいた所、後頭部に目玉をつけて宇宙人になりすます冗談を思いつき、文具店でピンポン玉とマジックインキを購入してニセの目玉を作って、バカボン親子をからかい、本官さんに報告したときには地球人に戻っていた。
しかし、空き地で次の陰謀を立てていたら本官さんに立ち聞きされて交番に連行され謝ったが、本官に罰として剃髪され、後頭部にニセの目を付けられ大衆の前でつるし上げられて笑い者にされた。
科学者夫妻
声 - 八奈見乗児、丸山裕子（第2作）、緒方賢一、片岡富枝（第3作）、緒方賢一、くじら（第4作）
原作、アニメ第2作、4作「おくさんこわいエントツこわい」、アニメ第3作「強いおくさんコワイのだ」に登場。
ある研究所に住んでいる科学者。第3、4作ではバカ田大学の後輩の設定である。第3作では「力野出内博士」、第4作では「木世話」と呼ばれていた。
典型的な「ノミの夫婦」で、科学者は妻に全く頭が上がらない恐妻家。おつかいを言いつけられ逆らうと大きいしゃもじで殴られる。妻の大声の影響で、八百屋の大声を聞いても震え上がる。
お使いの帰り道、日頃の腹いせに大根で素振りしたら電柱を殴って大根を粉々にしてしまい、研究所で妻に謝っても叱られる（第4作では「八百屋の大声」と共に無し）。
彼女を倒すためにパワーアップの薬を研究するが、第2、4作目では博士はバカボンのパパに薬を飲ませる（第3作では博士が飲むが、最初は何ともなかったが、割り込んできたバカボンのパパが味の素を入れたことで完成する）。
パワーアップしたバカボンのパパ（博士）は博士の妻に襲い掛かり、本官の手足を伸ばし電柱に腕を結べて、プロレスラーまで楽に倒せるくらいに強くなっていた。
挙句の果てには縛った博士の妻を銭湯の煙突まで連れて行ったが、結局彼女を煙突の中に突き落としてしまい、オチで「くだらない発明をして!」といつもの調子で妻に追い回されたが、自作のミニチュアの銭湯の煙突にしがみ付いたら、「エ…エントツ怖い…」とトラウマを思い出して撤退してくれて安心した。
妻のキャラクターは、赤塚作品『おた助くん』に登場した「ゴリラのお手伝いさん」が原点。この後赤塚が『バカボン』連載前に「マガジン」に読み切り掲載した『ジャイアントママ』にママとして登場するなど、他の赤塚作品にも登場していた。
第4作では、煙突に連れて行く途中で薬の効力が切れた（今までは煙突の最上部で切れる）ために、博士と共に煙突に逃げ出すも妻に追われて絶体絶命に追い込まれるが、妻は高所恐怖症だったために震え上がり、最後は今まで同様に煙突に落ちてしまった。
手品師
声 - 小林恭治 / なし / 北村弘一 / 塩屋浩三
アニメ第1作、アニメ第3作「物置みたいな人なのだ」、アニメ第4作「物置いらずの人なのだ」に登場。
興行主（声 - 緒方賢一）に「君のネタは…」と呆れられ、バカボンのパパの家で手品を見せるが、剣を飲む手品に憧れたバカボンのパパに彼に箒を無理やり飲ませられそうになり「あれにはトリックがあるから…」と断っても、結局飲ませられた。しかし自分の胃袋の耐久度に驚き、バカボン一家の目を盗んで居間の家具を全部飲んで家から脱走しようとしたが、バカボンのパパにコショウをかけられくしゃみをすると全部吐き出した。しかし、これを利用して次のテレビに出演した手品では大人気だった。
泥棒
声 - 鈴木勝美（第3作）
アニメ第3作「星空にギョーザにウメボシものほしなのだ」に登場。バカボンのパパに望遠鏡で眺められると赤らめさせるような顔つきの泥棒。
大工のクマさん（声 - 緒方賢一）の家で仕事してきた後でバカボンのパパに、盗品を当てられて彼らから逃げる途中、ベランダからバカボンにスリングショットで赤いBB弾を撃たれ、その腹いせにバカボンの部屋に押しかけて兄弟共々襲おうとしたが、バカボンのママに「うちの子たちに何しに来たの!!」と雷を落とされ感電させられ、気絶した隙に逮捕された。
縄張り争いのヤクザ（紅組・白組）
声 - 内海賢二、北村弘一（第2作）
アニメ第2作「天才バカボンの劇画なのだ」に登場。劇画タッチのデザインになっている。曲が終わらないと弾が出ない変な銃を使って、紅組は「ずいずいずっころばし」、白組は「もしもしかめよ」で抗争を繰り広げる。
大金持ちの男
声 - 田原アルノ（第3作）
第2作「お城とスイカをこうかんするのだ」、第3作「スイカのためならなんでもするのだ」に登場。第3作では原作に近いデザイン。お城のような大豪邸に住んでいて、召使い（声 - 緒方賢一）に「珍しいものが食べたい」と手配したところ下駄の鼻緒しか食べさせてもらえず散歩していると、バカボン親子がスイカの入った冷蔵庫を掘り出しているところを見かけそれをねだるが、第2作ではお城を交換、第3作では交番で本官さんの寝込みを襲って後頭部に顔を描いて激辛ジュースを飲む無理難題を吹っかけられて結局入手できた。
スイカを食べようとしたが、セロハンテープの封がしてあって皮を開けたら種だけしか残っていなかった（バカボンのパパが数年前、ストローで果汁を吸い出して飲んでいた）。
オチで、第2作では大金持ちの男はスイカに自爆装置を仕込んで、バカボン親子は大豪邸の広さに疲れ果ててお互いに返してくれたが結局、バカボンのパパにそのスイカを押し付けられ、中に仕込んだ自爆装置が作動して大豪邸は破壊され、乞食になり下がって後悔した。
第3作では大金持ちの男は本官さんに「あいつにそそのかされたんです!」と報告したら「よくも本官の頭に落書きしてくれたな…そんなに珍しいものが食べたいんなら…鉛の弾をたらふく食べさせてやる…!」とピストルで連射されて追い回された。
ブタナミン
パパが食べ物研究家からもらった薬。一粒飲むことで太る。おやつをバカボンたちに取られた恨みを晴らそうと、バカボンに飲ませるが、誤ってパパ本人も飲んでしまい、翌日には皮が伸びてしまった。第3作ではママの作ったおやつに混ぜて飲ませようとするが、こちらも誤ってパパ本人が飲んだため、家が崩壊するほど太ってしまった。
サトイモ一郎
声 - 緒方賢一（第2作）
「冷凍人間コニャニャチワ」に登場。幼少時代のパパの親友で、パパを「ノールス」とからかっていた。戦時中に行方不明になっていたが、現代（1972年。アニメでは1976年）、弟の二郎（声 - 北村弘一）と妻のミヨ（声 - 貴家堂子）によって氷室で氷付けになっていた所を発見。氷付けになっていたので年をとらず性格も昔のままで、二郎やミヨを見ても思い出せなかった。その後パパと再会するも、些細なことで喧嘩となり、そのショックで一気に年をとった。
元来は『おた助くん』のキャラクター、一郎で、のちに『そんごくん』の三蔵法師の三ちゃん、『たまねぎたまちゃん』のサトイモのサトちゃん、『風のカラッペ』のカラテンなどと変わる。アニメでキャラクターは変更された。
三木マスオ
パパがアメリカで出会ったミッキーマウスのような風貌をした日本人の男。アメリカに密航し、倉庫に5年間も隠れていたことでネズミのような風貌になった。
『すすめ!バカボンズ』のデモムービーに登場しており、自分の風貌がミッキーに似ているネタを言ったため、観客からブーイングを食らう。
弘田
声 - 坂本千夏（第3作）
原作「入院はおもしろいのだ」、第3作「入院は金しだいなのだ!」に登場。院長や金を出す患者には優しいものの、金を出さない患者にはサディスティックになり、冷たい態度を取る二面性の看護師。顔のことを言われると怒る。道端で自分が落とした札束（アニメでは財布）をバカボンのパパにネコババされて嘆き、病気でもないのに入院したパパに金で手なずけられるが、相部屋の哀れな患者（アニメでは「亀山」〈声 - 神山卓三〉）には冷たい態度を取っていたので、これを見かねたパパがシーツを裂いて縄梯子を作って哀れな患者を窓から脱走させたが、縄梯子の長さが足らなかったから脱走で失敗しそうになったところをパパが報告したために弘田がその縄梯子で彼を叩いた所で院長（声 - 緒方賢一）に本性を知られてしまう。後日、哀れな患者はすっかり元気になったが、弘田は病院で貯めた金で整形手術して、性格も一新した美人に変貌、パパと患者を仰天させた。
原作での美人状態は、ブラウス・ミニスカート・バンプス姿だが、アニメでは顔が大きく違い、紫色のボディコンワンピースとハイヒールに変更。最後の台詞も、原作では（患者）「少年よ 女子にはユダンするな!!」に対し、アニメでは（患者＝亀山）「そこの若者！隣の女に気をつけろ!!」（パパ）「賛成の賛成なのだ!!」に変更された。
不幸なスキーヤー
声 - 肝付兼太（第1作） / 田原アルノ（第3作） / 西村朋紘（第4作）
アニメ第1作「スキーがなくてもヤッホーなのだ」、第3作「手ぶらでスキーなのだ!」、第4作「金はなくともスキー放題」に登場。
最初同じ電車に乗ったバカボン親子を嫌みを言ってからかい、旅館の女中たちに横柄な態度を取っていた。旅館が満室で悩んでいたバカボン親子が女中の言葉を真に受け、留守中の部屋を空室と勘違いし、勝手に上がられ、予約したマッサージや食事を横取りされ、転んだショックで自分が泊まっていた部屋を忘れたから布団部屋で寝るが従業員に布団を全部持ち出されたり、本来の部屋を思い出しそこに戻ったが、入った布団の隣がバカボンがおねしょされたものであったため、後から来た女中に疑われたり、バカボンのパパにスキー一式を持ち出されて壊されてしまい、挙句の果てにはバカボン親子の宿泊費まで負担させられる憂い目に遭う。帰りの電車でそのことを知らないバカボン親子に一部始終をこぼした。
理髪店の店主
原作「ウィリアムテルと人食い人種」（竹書房版では「ウィリアムテルなのだ」）、アニメ第1作 「バカボンの学芸会なのだ」に登場。自分の店のサインポールのライトをバカボンのパパに弓矢の練習で割られたとき、その音を聞き付けて店の外に飛び出して、バカボンのパパに平手打ちを左右一斉に噛まし、カミソリでモヒカン刈りに剃髪して追い出した。
酔っ払いの先生
声 - 緒方賢一（第3作）
原作・第3作に登場したバカボンの担任の先生。普段から酔っぱらっているように見えるがそれが普通の体質で酒を飲むとにシャンとなり水を飲むと元に戻る。
無責任先生
声 - 緒方賢一（第2作）
原作「恐怖の無責任先生なのだ」アニメ第2作「恐怖の無責任先生」でバカボンの担任。この世の全てを疑い、算数の答えも定まっていないから何を書いても良いと教えている。バカボンのパパと気が合う。自分自身についても何者であるのか疑っており、第2作で戸籍上は小林一郎の名前だがそれで確定ではないとあやふやなことを言っている。のちにバカボンのパパと自分は「ヘガロホロヘロ」であるという結論に至る。
さくらちゃん
声 - 沢田和子（第1作）、ゆきじ（第4作）
バカボンのガールフレンド。アニメ第1作・第4作15回Bパートに登場。第4作目ではガールフレンドのような描写はないものの、習字を習っていたことからバカボンたちが習字を始めるきっかけを作った。
元々は、赤塚が1967年に「小学二年生」1月号 - 9月号に連載していた『キカンポ元ちゃん』で、元ちゃんこと元紀のガールフレンドとして登場していたのをスピンオフさせた。

##### バカ田大学の関係者
バカ田大学の学生
パパの大学時代の生徒たち。クラスメイトや後輩、先輩など多数存在するが、男が多く女は少ない。
第4作では、バカボンのパパと遊んでいたり、助けを求めたりする。この後輩の話によると、バカボンのパパはいろんな研究会に入会していたらしい。
バカ田大学の後輩
パパの大学時代の後輩たち。花柄シャツ、裸ネクタイ、裸足の三人組。「ばかうけ」のCMにも登場。
君、お前
パパのクラスメイト。背が高いほうが「君」で背が低いほうが「お前」。お互い呼ぶ二人称がそのまま名前になってしまったため、本名は不明。
市原（いちはら）
声 - 田原アルノ（第3作）
バカ田大学の学生、バカボンのパパとの関係は日米摩擦研究所の後輩で卒業後、現在の職業はオッサン自動車のセールスマンで、特徴は鼻が馬のよう。
どざえ 門太（どざえ もんた）
声 - 納谷六朗（第3作）
バカ田大学の学生、バカボンのパパとの関係は「なんでも溺れる研究会」の後輩で溺れることに関しては一番のテクニックとバカボンのパパから言われ、道に水溜りがあれば溺れ、夏の祭りに金魚を見れば溺れ、全世界溺れる人がワラをもつかむ選手権大会の優勝候補。海原で溺れている最中、たまたま通りかかった天女の洋子を見た時から犬かきができる位に溺れられなくなった。その後は海水浴場のトウモロコシ屋を営み、たまたま来ていたバカボンのパパに相談し、天女の洋子（声 - 坂本千夏）に会いに行ったが彼女の顔は甲羅干ししすぎて変形していて、その顔に驚いた末、溺れ方が直った。
大下くん
声 - 田原アルノ（第3作） / 緒方賢一（第4作）
バカ田大学「逆様瞑想研究会」の後輩。長年、山で訓練して名前通りの長い舌を得るようになった。原作では彼同様長い舌の持ち主である妻が登場したが、アニメでは独身で第3作では花屋の娘ミツコ（声 - 神代知衣）、第4作ではとある女性（声 - 麻丘夏未）に恋をした。
刈田くん
声 - 北村弘一（第2作） / 納谷六朗（第3作）
バカ田大学の学生、「踏み倒し研究会」の後輩。パパに5年前から金を借りたままで、犬の振りをしてやり過ごそうとした結果、思い出したパパに返すよう家に連れて行かれる。その後彼と、互いに借りた金を返そうと言い合い乱闘になる。
生物学科の先生
声 - 緒方賢一（第4作）
「動物あわせでノーベル賞なのだ」に登場。バカ田大学の教師で、合成動物を研究している科学者で、ニワトリとネコを合成した「ニワニャンコ」、ブタとカンガルーを合成し、腹に人を乗せられる「トヨブット二千GT」、ウサギにカメの甲羅を付けた「おとぎ話」、ウシとリスを合成した「オー・モー・リス」、ペンギンとライオンを合成した「はみがき」、トラとゾウを合成した「広沢虎造」などを開発。ペリカンと魔法瓶を合成し、お湯を入れたまま自分でやって来る「ペリカン印ポット『しあわせ』」、卵生のカエルに哺乳類特有の乳房を付けた「チチカエル」といった変種を開発、自分の妻もウマと合成している。失踪したニワニャンコをパパが捕まえたお礼に研究所に案内、そこで本官さんを合成動物に改造しようとしたら、激怒した本官さんがピストルを乱射したため研究所は爆破、パパと共に病院に入院したが、そこには教え子がいて、先生とパパは手足を入れ替えられ、本官さんは左腕を長くされた（さらに本官さんは研究所を爆破した責任で交通整理に回される）。
アニメ第4作では、「オー・モー・リス」は「モーリス信号」、「広沢虎造」は「タイガースだゾウ」に改名、「トヨブット二千GT」は登場せず、代わりにヘビと子ブタを合成した「ヘビコブター」が登場した。
タリタ
声 - 千葉繁（第3作）
バカ田大学の都内に一戸建てを建てよう研究会に入っていたバカボンのパパの後輩で、バカボンのパパに家を建てたいと相談したがパパは将棋好きの大工さんに代わって家を建て始めたらへんてこな家になってしましい、最終的には将棋好きの大工さん（声 - 緒方賢一）に建ててもらったものの、家がどうしても将棋の駒型になってしまって強風で倒壊した。顔はレレレのおじさんに酷似。レレレのおじさん本人からは「従兄弟かな？」と言われた。
アニメ第1作では、第26話でこの話を改編して放送。建てた家は教会で依頼主は神父（声 - 八奈見乗児）となった。
ヨヨヨのおじさん
声 - 千葉繁（第3作）
第2作・第3作に登場。レレレのおじさんの双子の弟で大学時代のパパの同級生。目と口がそれぞれ「ヨ、よ」の形状をしているのと服の違いを除けば兄と瓜二つ。尾夢列夫をパパと勘違いしてしまう。
小野（おの）
声 - 北村弘一（第2作） / 大川透（第4作）
アニメ第2作「ユカイカイカイキキカイカイなのだ」、アニメ第4作「ユカイカイカイ キキカイカイ」に登場。バカ田大学の後輩（医学部）。
背が低いのが悩み。体格を変えたいから「大きくなる薬」を発明したが効果は数秒しか持たないから、バカボンのパパの知恵で完成させて欲しいから薬を渡したら、大きくした足で蹴って追い出された。第2作では夕方改めてバカボンのパパの家に訪れてバカボンのママに一部始終を話し、ハジメちゃんがお菓子に付いた薬を分析して辛うじて薬を完成させた。
ガンクツ王
声 - 緒方賢一（第2作）
アニメ第2作に登場。パパの小学時代のクラスメイト。体が小さいことからパパにいじめられていた。消しゴム代わりにされて頭が禿げたり、観察日記をするといって土に埋められたり散々な目に遭う。しかしひょんなことからアリの王様・リア王の下で働き、彼の死後パパの復讐を試みるも結果いい思いにやられ最終的には風船で飛ばされてしまう。アニメではパパの鼻に針を刺して彼の鼻を腫れさせた後立ち去った。
七百貸太郎
声 - なし / 緒方賢一 / 鈴木勝美 / 山口勝平
原作、アニメ第2作「知能指数は7百円なのだ」、アニメ第3作「借金トリはなんとなくのだ?」、アニメ第4作「知能指数は700円なのだ」に登場。
バカ田大学の後輩、丸い眼鏡をかけている（2作目では眼鏡をかけていなくて花の髪飾りをしている）。
バカボンのパパに貸した700円を返してもらいに、お金が散乱している彼の家を訪れた。
七百には邪心と良心が宿っていたが邪心が勝ってこっそり取り返せたと思ったら、結局バカボンのパパの手違いで逆に700円取られた。
オチで2作目ではバケツを抱えて「親に合わせる顔が無い…」と嘆いてハワイに帰国、3作目では「身を改めて来る!」と立ち去った割にはズボンの裾に1万円札が挟まっていることに気付かなかった。
「700」の言葉が多かったのは、翌週発売の『週刊少年マガジン』が通算700回であることの前祝いである。
草井君
声 - 鈴木勝美（第3作）
バカ田大学へこき研究会の後輩。オナラを自在に操る特技を持つ。しかし、パパの魔法で頭の前後を反転され混乱に招き、恋人のデートに遅れたり、彼女に振られたり散々な目に遭ってしまう。その後、パパに頭の前後を戻してもらわず、工事現場で溶接の作業をするようになる。第2作では戻してもらっている。
服梨
声 - 田原アルノ（第3作）
バカ田大学の後輩。神様のお告げによって、一日裸でいるように言われた。しかもその日がお見合いで、パパに服を描いてもらう。アニメと原作ではオチが違っている。原作では風呂に入れられ絵の具が落ちたため、パパに再び描いてもらうが、トラそっくりにされ、本官さんに撃たれ、全身包帯で覆われたため、神様のお告げが守れなかったオチだった。第3作ではパパが神様から「お見合いを邪魔しろ」と告げられ、彼女（声 - 松本梨香）に振られるが、彼女の方も神様から「裸の人と結婚しろ」と言われたため、彼女と結ばれた。
第4作では彼の役割は本官さんとなっている。『おそ松くん』第2作でもイヤミが同じ役割となっている。
大金先輩
声 - 北村弘一（第2作）
バカ田大学「皮剥ぎ部」の先輩。様々な動物の剥製をコレクションにしている。息子がいるが、剥製の見過ぎで剥製のように動かなくなってしまった。トラの剥製に目がくらんだパパはバカボンを剥製に見立てようとするが、先輩から「動物でも剥製は死んでるから動かない」と聞かされたショックで剥製のように動かなくなってしまった。
モク山さん
声 - 石丸博也（第3作） / 三宅裕司（第4作）
バカボンのパパの後輩でタバコ研究会所属、ニコチン依存症でタバコがやめられず、禁煙するためバカボンのパパに協力を求める。
原作、アニメ第4作ではオチが一緒だが、アニメ第3作ではオチが大幅に異なる。
原作、アニメ第4作 手を尽くしたものの、バカボンのパパは禁煙できないモク山さんにタバコを模したダイナマイトを吸わせて吹っ飛ばした。
アニメ第3作では上記のオチはカットされ、バカボンのパパが原因でモク山の自宅が火災で焼失した所でAパートは終了し、ローンを組んで再建した家にパパが現れたところから、原作漫画のエピソード「死んだらたばこはすえないのだ」（電子書籍 5巻収録）を大幅にアレンジしたものがBパートとして放送され、オリジナルキャラクターのモク山の奥さん（声 - 麻上洋子）が登場する。
トースト君
声 - 田原アルノ（第3作）
バカ田大学の後輩で空手の達人、その腕に興味を持った本官さんにのせられて、建築中の家を破壊して、その次にブルドッグの頭を叩いたが仕返しに尻を噛まれた。道場破りを提案され乗り込みに行ったが、尻に槍で突き刺されたり、花を植えられる返り討ちに遭った。
ソウジ鬼
声 - なし / 緒方賢一 / 緒方賢一 / 西村朋紘
アニメ第2作「お歳暮はソウジ鬼なのだ」、アニメ第3作「レレレのソージ鬼なのだ」、アニメ第4作「掃除対決!! レレレとそうじ鬼!!」に登場
バカ田大学の後輩たちがお歳暮に棺桶でくれたと思ったら中には箒を持ったミイラ、「そうじ鬼」が入っていて包帯を脱いだら緑のシャツを着たハゲ頭の男性で、目を覚ました彼は遠慮なく清掃した。
しかし、バカボンの策で第2作では大量の風船を付けられエジプトに強制送還されたが、それでもそうじ鬼の清掃は続いていた。
第3作ではバカボンのパパはファラオの王になりすまして、川原で休んでいたバカ田大学の後輩たちにそうじ鬼をエジプトに連れ帰ってもらおうとしたが、間違ってレレレのおじさんを連れ帰られた。
怪盗白雪
声 - 緒方賢一（第2作）、滝口順平（第3作）
アニメ第2作「怪盗白雪先輩なのだ」、アニメ第3作「とけて流れりゃ爆発なのだ」に登場。
バカボン一家の住む町を荒らし回る泥棒だが、パパのバカ田大学時代の先輩で、頭は山形で常に雪が積もり、雪が無くなると頭頂が噴火して発狂する特異体質の持ち主。しかも雪は天然の雪でなくては駄目で、夏場は海外からの雪を集めなければならないので、資金稼ぎのため泥棒をしていた。留守番をしていたパパの家に押し入るも、パパに先輩と分かってかくまってもらえるが、直後に本官さんが聞き込みにきたためにコタツに隠れるも、本官さんが寒さしのぎにコタツで温まろうと電源を入れたせいで頭の雪が解けて噴火し発狂した所を逮捕、網走刑務所に投獄される。しかし極寒の地ゆえに本人は上機嫌だった。
元々は赤塚作品『まかせて長太』で「スキーのお宿の白雪親分」に登場したキャラクターで、頭頂が噴火して発狂するのも同キャラクターから流用した。
アニメ第3作では、バカ田大学時代は「ヒマラヤ研究部」に所属し、頭頂が噴火した時は「助けてくれ〜!!」と叫んで暴れるだけで発狂状態にはならなかった。
スキ男
声 - 高木渉（第4作）
原作「日本人間改造論なのだ」、アニメ第4作「愛は人を変えるのだ」に登場したパパの後輩。第4作でのフルネームは穴多 スキ男（あなた スキお）。恋人（声 - 三石琴乃）ができるも、自分の顔だけでなく全体を愛しているのかと思い、パパによって目を縦にしたところ、恋人は一旦ためらうも「好き」と発言したため、その後「鼻を大きくする」→「耳を長くする」→「目を出して、口をアヒル状にする」→「体を馬状にする」となり、最後は腕をプテラノドンの翼状にしたが、恋人から「目を縦にした時点で嫌いになり、このバカどこまでやるか見たかった」と発言されて逆上、恋人を脚で連れ去って南海の孤島で暮らすようになった。
乱打（らんだ）
声 - 八奈見乗児（第2作）
アニメ第2作に登場。バカ田大学の先輩らしいがバカボンのパパをなんらかで助けたお礼につけ込んで気の荒い息子・ランタロウ（声 - 青野武）を無理やり預けさせた。本官さんも強盗殺人犯に追われているところをかくまったこともある。
変わった友達
声 - 八奈見乗児（第2作）
原作「30年目の初顔あわせなのだ」、アニメ第2作では「ショートギャグでコニャニャチハ5」の第1話「かわった友だち」に登場。
パパが30年前から付き合っていた友達だが、一度も顔を見せたことがなく（妻も子供も同様）手だけしか出さないので、パパや読者（視聴者）すら顔が見えない。本人談では顔は四角で七三分け、目は二重で口は大きいらしいが本当かどうか不明。最後はしびれを切らしたパパに家を火事にされ（原作では放火、アニメ第2作ではパパの不注意による事故）、窓から手だけを出して助けを求めるも、「出てくれば助けてやるのだ!」と呼びかけるパパに応じることなく家は焼け崩れる。のちに新聞に「焼け跡から手の骨が三本しか発見されなかった」と記事が掲載される。それをママから聞かされたパパは、原作では平然と「それでいいのだ」とつぶやくだけだったが、アニメ第2作では恐怖で震えあがっていた。
どうしてですかの新入生
声 - 石田彰（ゲーム『すすめ!バカボンズ』）
パパの後輩が連れてきたバカ大の新入生で、相手を「どうして○○なのですか？」と質問攻めにし、質問にどう答えようとも納得することはない。
アニメ自体には未登場だが第3作準拠のゲーム『すすめ!バカボンズ』のデモアニメーションに登場。質問を繰り返した末にボコボコにされても質問を続ける。本名は竜之進（りゅうのしん）で、バカボンへの出演は1回のみだが（キャラクターデザインも若干異なる）スター・システムで役柄を替え他の赤塚作品にも登場している。

##### アニメオリジナルキャラクター
凡田（ぼんだ）先生
声 - 北村弘一
アニメ第1作でのバカボンの担任教師。時に厳しく、時に優しい先生だが酒乱。
中村（なかむら）くん
声 - 肝付兼太
バカボンのクラスのガキ大将。下の名前は「タケシ」。アニメ第1作にのみ登場。両親はよくケンカすることが悩み。
青成（あおなり）くん
声 - 沢田和子、小宮山清
バカボンのクラスメート。アニメ第1作に登場。父とは出生の前に死別し、幼い弟がいる。バカボンと気が合い、中村からばかにされるが、逆のパターンもある。
ご隠居 / 山田（やまだ）さん
声 - 北村弘一、肝付兼太
パパの植木屋のお得意様。第1作のみに登場。
寅島竜太郎
となりの天才ヴァカボンに登場。かつてレゲエ歌手を目指していたが、誤って話芸に就職した逆恨みで犯罪の道を歩む。パパの説得によって、無罪になったものの本人の人生を犯罪へ導いた社会は有罪となり、懲役15年となってしまった。
映画天才バカヴォンにも登場し、警察に追い詰められ自殺しようとするも、パパの説得により、パパもろとも逮捕された。

#### 他作品からのスピンオフキャラクター
イヤミ
声 - 肝付兼太（第3作） / 緒方賢一（第4作）
元来は『おそ松くん』のキャラクターだが、ゲストキャラクターとして頻繁に登場する。タイトルの垣根を越え、赤塚漫画のスター・システム的存在としての起用だが、当作品中でも常に嫌味な役柄である。
原作では第2話から登場。パパとバカボンが夜泣きそば屋を始めた場面で登場するも、バカボンに突っ込まれる。「歩きだしたハジメちゃん」では、ハジメが初歩きした祝いにパパが連れて来た群衆の中にモブ出演。「タイムマシンで神サマになるのだ」では、ハジメが造った釜型タイムマシンでパパとバカボンがタイムトラベルする時、「神話時代」では日本武尊になって登場している。「篠山紀信の社会派なのだ」では子供の頃に警官に怒られた逆恨みから、本官さんの弁当に脱糞するも、カメラ小僧の証拠写真で御用となった。他にも多数出演している。
チビ太
声 - 田中真弓（第3作） / ゆきじ（第4作）
原作では第1話から登場。パパがするめの皮で作った靴の余りを、バカボンがおでんにして持っていると現れるが、「出る本間違えてるんじゃない？」と突っ込まれる。「アイウエ王国」ではハタ坊と共に、ワ王（本官さん）の家来として登場。アニメ第3作では、おでんを食べていた所をバカボンに望遠鏡で見られている他、バカボンがチビ太の名前を言っていた為、バカボンは面識がある模様。
ハタ坊
声 - 間宮くるみ（第4作）
原作では、パパの夢である西部劇で、地面に「ジャーン」と描いている状態で登場、この時は頭の旗は星条旗になっている。「丸の無い世界」を描いた「角い角い世界なのだ」では、愛用の日の丸を「日の角」にして登場している。アニメ第3作ではパパの子供時代の回想に登場したが、この時頭につけていたのは旗ではなく傘だった。
トト子
「タイムマシン〜」では「明治維新」の場面で、明治時代の貴婦人として登場。その後出番はなかったが、「アイウエ王国」でヤユヨ姫として久々の登場。アニメでは台詞はないが、第3作ではバカボンの通う学校の生徒として登場している。
デカパン
声 - 北村弘一（第2作）、塩屋浩三（第4作）
「歩きだした〜」では群衆の中にモブ登場。「タイムマシン〜」で明治時代の警官として、トト子の隣に立っている。この他多数登場。第2作ではハジメを助手にしている科学者として登場し、お馴染みの「ホエホエ」や「だス」と言った口癖も発した。
ダヨーン
声 - 水鳥鉄夫（第3作） / 西村朋紘（第4作）
「歩きだした〜」では群衆中にモブ登場。第3作ではパパの靴磨きの客として登場したが、デザインが若干異なり「ダヨーン」の口癖も発さない。第4作では新聞屋として登場し、パパに自転車を盗まれた。
ギャハハおじさん
原作のみ登場。『おそ松くん』が月1回長編作連載に変更してから登場したキャラクターで、モブとして登場したり、話の筋とは関係ない場面で「ギャハハ」と笑いながら登場する。「歩きだした〜」の群衆中の隅っこにモブ登場と、本来と同じ登場している。
六つ子
原作「満月の大傑作の漫画家なのだ」で、月を見ると狼男に変身する漫画家が描いた「ウソ松くん」に、イヤミ・チビ太・ハタ坊・ダヨーン・デカパンと共に登場。右手の五本指で描いたので「五つ子」と1人減っている。この後『月刊少年マガジン』時代の「チャンチャカチャンなのだ」（ヒット曲『演歌チャンチャカチャン』に因み様々な漫画を混ぜるギャグ）では、イヤミ・チビ太・ダヨーン・デカパン、両親である松代・松造と共に登場。
以上『おそ松くん』からのゲストキャラクター。
ア太郎
原作のみ登場。西部の街でデコッ八と共に寿司屋「西ずし」を経営している。「チャンチャカチャンなのだ」ではデコッ八・ココロのボス・ニャロメと共に登場。「台風さんいらっしゃい!!」ではパパがア太郎の八百屋に立ち寄ったので対応している。
デコッ八
ア太郎同様、西部の街で寿司屋を経営。『週刊少年マガジン』時代は「天才暑中お見舞い申し上げます」のラスト、本官さんが交通整理をしている場面で登場している。「台風さんいらっしゃい!!」ではア太郎と共にパパに対応している。
ココロのボス
西部の街での話では水まき役で登場、「篠山紀信の社会派なのだ」では本官さんの下着泥棒の写真を見せる。「ダジャレ特集6本立てなのだ」では5本目の「流行歌」に延々登場、チューリップを見つけた所で、「チューリップのココロの旅のココロ!!」と言った後、「心の旅」を歌って去る。「バカ大『のぞき部』なのだ」ではラスト、乞食に落ちぶれたパパの後輩・出歯ガメの目の前に登場。
ニャロメ
声 - 緒方賢一（第2作）
原作では「少年サンデー」時代に頻繁に登場。アニメではパパのミスによりネコと忘年会をやることになってしまった後輩と組むネコたちのリーダーとして登場する。タイトルバックやエンディングにも1カットのみ映る。
ケムンパス
「少年サンデー」時代は元より、「少年マガジン」時代にも頻繁に登場。大抵は口癖の「ケムンパスでやんす」程度だが、「4年のズレのおくれなのだ」では扉で「さいとう・たかをの『無用ノ介』は 毎回おもしろいでやんすね!!」と、別の漫画の宣伝をしたこともある。
べし
主に『少年サンデー』時代に登場。「夕やけ小やけの旅ガラス」ではパパとバカボンに「なにものなのだ?」と聞かれて、「よむべし」と答えている。
福笑い院長
『少年サンデー』時代では、目の病気にかかったパパを診察している。『マガジン』に変わってからは「怪奇タレントがいっぱいなのだ」で登場するが、手術の失敗で患者をミイラにするなど相変わらずのヤブ医者で、ラストは「怪奇タレント養成所」に転身。しかしその後の「警察官は市民のお手本なのだ」では再び病院を開業している。「ほんとのほんとうの最終回なのだ」では扉に登場。
ホッカイローのケーコターン
場面転換の時に「ホッカイローのケーコターン！」と言いながら登場するハナ垂れ小僧。「ユカイカイカイキキカイカイクスリ」では不良にいじめられているところを、パパに助けられる（アニメ第2・4作では別キャラクター）。「きれいなブスとりこうなバカなのだ」では夜の場面に登場。
ブス太郎
元イヤミの飼いブタで、ブタ松に引き取られた。イヤミが肉屋に売ろうと企んでいた影響から大のひねくれ者でブタ松の手を焼かしていたが、デコッ八の特訓で更生した。「クラスメートルがやってきた」に野菜を持った状態で登場。最後は鋤焼きにされて、バカボン一家とパパの元クラスメート2名と共に食べられた。
以上『もーれつア太郎』からのゲストキャラクター。
ベラマッチャ
クマ。語尾に「〜ベラマッチャー」がつく。原作のみに登場。大型作品「10本立て興行」では、4本目の「ここらでひと休みしようのページ」で寝て登場、9本目の「母をたずねて三千円」では、北極の場面に登場する（アニメ第2作では別のクマに変更）。「チャンチャカチャンなのだ」ではゴンと共に登場。
ゴン
原作のみに登場。「恐怖のデタラメレンズなのだ」に登場した少年。悪徳眼科によって何でも5つに別れて見える「デタラメレンズ」を付けられた本官さんの目の前に、5人に分身して登場。
ゴンのおやじ
原作のみに登場。「篠山紀信の社会派なのだ」ではパパ・ココロのボスらと共に、カメラ小僧が撮った本官さんの下着泥棒写真を見せる。『天才マンガボン』では原稿料次第でペンネームと画質を変える漫画家の、「赤竹不二夫」での漫画にレフェリー役で登場（対戦ボクサーはイヤミとベラマッチャ）。「床の間のナマイ木なのだ」では扉に現れ、「少年マガジンの愛読者諸君、こんにちは!!」「マガジンより『少年サンデー』のほうがおもしろいぞ!!」と、大胆にも『ゴン』を連載する『週刊少年サンデー』の宣伝をするも、直後にバットで殴られる。
クソタケイムシ
原作のみ登場。「少年サンデー」の赤塚担当編集者・武居俊樹をイメージした虫。長編オムニバス作品「10本立て大興行」2本目の「これはイケナイ!!」では、冒頭に登場。『あしたのジョー』終了記念のパロディ「あたしのジョー」では、バカボンの「トレーラーは自動車だジョー」の台詞に対し、「さすがギャグ漫画はくだらないな」と登場している。
以上『レッツラゴン』のキャラクター。
加賀美あつ子
『ひみつのアッコちゃん』の主人公。「チャンチャカチャンなのだ」にワンカットだけ登場。
ジャジャ子
『ジャジャ子ちゃん』の主人公で、『おそ松くん』や『ユー・ラブ・ミー君』にも時折登場する。「タイムマシン〜」で平安時代の貴婦人として、十二単を羽織って登場。
オッチャン
『オッチャン』の主人公。名嘉真の「ボッチャン」とともに行動する。「ムダをはぶいて下落合大学なのだ」の中盤、ウナギイヌや東京タワーなどと共に「途中のムダを省いた」ために、体が縮んで登場。
バカメ
『少年フライデー』の中盤から登場した、甲羅の無いカメで、次作『のらガキ』にもスライド登場する。ショート・ギャグになった初回の扉に、バカボン一家らレギュラー陣に加わって登場するも、バカボンに「おまえちがうだろ!!」と突っ込まれる。
火田 七瀬
『ハウスジャックナナちゃん』（原作：筒井康隆）の主人公。超能力の持ち主。「チャンチャカチャンなのだ」にワンカットだけ登場。

#### その他
ノラウマ
原作で一時期レギュラーだった馬。元々は『もーれつア太郎』にブタ松の子分として登場した馬のキャラクターである「ブスタング」。初登場の際、バカボンから盗んだカップヌードルをオシッコで作り、おまわりさんに食べさせたり、さらには馬糞を食らわせたりと素行悪し。会社勤めをしていたが、競馬をあまりにも当てすぎるため、仕事を追われてノラウマになった、過去がある。正レギュラーの座を狙っていたが、ウナギイヌに二番煎じと罵られ激昂、以後の出演をボイコットすると言い出し、その話の後のコマも全て空白になった。初登場の回だけ、特別にタイトルが「天才ウマボン」になっていた。本作のアニメでは第3作のレレレのおじさんの挿入歌のワンシーンを除いて登場しなかったが、『おそ松くん』アニメ第2作でわずかに出演（声 - 千葉繁）し、ゲーム『すすめ!バカボンズ』でのデモアニメーションにも登場した。「JRA×おそ松さん テレビCM 第2弾「大事なこと言うよ」篇」にもカメオ出演している。『おそ松くん』は、『週刊少年キング』版原作の「まずいかうまいかノラウマちゃん」にも登場しイヤミと共演するも、サクラ鍋にされてイヤミに食べられてしまうが、その祟りでイヤミは足が止まらなくなってしまう。
夜のいぬ
原作・アニメ共に終盤に登場する、シーン転換時に登場するキャラクター。アニメでは第2作以降登場。リアルなタッチの背景をバックに、逆立ちしている。余りセリフは無いが、ミュージカル作品「ミュージカルでバカボンなのだ」では、水原弘のヒット曲「へんな女」を歌っている。1995年にはルルルのおじさんと共にアステル東京のCMに出演、東京タワーにしがみついている。
このほか、赤塚作品以外からのゲスト出演もいくつかある。『ぼくらマガジン』連載時には『ダメおやじ』のダメおやじこと雨野ダメ助、『コミックボンボン』連載時には『機動戦士ガンダム0080 ポケットの中の戦争』からRX-78NT1 アレックスが登場した。月刊少年マガジンでは『ヤンキー烈風隊』から岩倉猛が3回ほど（そのうちの1回はパパが『烈風隊』の読みすぎで変貌したもの）、『いけない!ルナ先生』からはルナ先生とわたるが登場したこともあった。

## バカ田大学
バカボンのパパの母校。早稲田大学のパロディである。略称はバカ大だが、アニメ第3作以降では使用されていない。創立者は脳加良吉（のうが よいきち）である。通常の大学とは組織体系が異なるようで、学長ではなく校長と教頭がいる。人間だけでなく、アホウドリも学生として在籍しているらしい。一度倒産したことがあるが、すぐに再建された。アメリカに姉妹校のアッホー大学、バーカード大学がある。
所在地は「都の西北早稲田の隣り」で、校歌内でも歌われている。これも早稲田大学の校歌「都の西北」の歌詞のパロディである。作中で大学時代の友人がバカボンのパパを来訪する際にこの校歌が歌われる。校歌のメロディーは早稲田大学と同一だが、アニメ第1作で歌われた場面では全く別のメロディーであった。
本物の早稲田大学に存在しない医学部があり、それゆえ附属病院もある。『ブラック・ジャック』の「アヴィナの島」に、バカ田大学で医学を学んだ医者が登場し、医師免許も登場するが、その免許証にはさかさまになったバカボンのパパの顔写真がある。
作中で判明している学部・学科には、工学部、医学部、自信無い学部、夢学部、考古学部、詐欺学部、スケベ学部、社会学部、夜間部トンネル科、クイズ科、ぐうたら科、生物学科、哲学科がある。
学生は何らかの「研究部」（アニメ第3作では「研究会」と称している）に所属し、バカボンのパパを訪ねて来ると、必ず「バカ田大学●●研究部（研究会）の○×です」とあいさつをする。赤塚のアシスタントを長年勤めていた長谷邦夫によれば、連載当初早稲田大学の学生だった角南攻がよくフジオプロに遊びに来ていて、そのとき「我々は早稲田大学の××研究会の者です」と自己紹介したのが受け、「バカ大の○○研究会の者です」と作品に採り入れたとのことである。
作中に登場した部活動・サークルには、葬式部、空手部、演劇部、皮はぎ部、学芸会部、ライバル部、高木部、釣り研究部、恋愛研究部、占い研究部、かけごと研究部、サンタクロース研究会、プレゼント研究会、ヘコキ研究会、UFO研究会、我慢研究会、勝負研究会、戦争ごっこ研究会、なんでも割っちゃう研究会、神のおつげ研究会、可哀想研究会、考古学研究会、踏み倒し研究会、借金取り研究会、タバコ研究会、カレー研究会、かくれんぼう研究会、太平洋横断研究会などがある。
ライバル校はテイノウ義塾大学（実際の早稲田大学のライバル校とされる慶應義塾大学のパロディ）。留学生としてイワンのバカ（イワンのばかのパロディ）が在籍している。バカボンのパパがそのテイノウ義塾大学の学生と言い争っていた場面で、テイノウ学生が「卒業して就職した者はいない」と言うと、パパは「バカ大をまともに出た者はいないのだ」と言い返したが、その真相は不明。フジオ・プロの協力監修の「天才バカボンの大神秘」（KKベストセラーズ、ISBN 4584181543）では、これをおそらく留年しないで卒業した者がいない意味だと推定している。バカボンのママの出身校・黒百合女子大学は白百合女子大学のパロディである。
補足
- 『天才バカボン』が週刊少年サンデーに掲載していた当時（1969年〜1970年）に、同誌では読者投稿ページとして『バカ田大学』が設けられていた。オリジナルキャラクターのバカ大教授陣の他にバカボンのパパもレギュラー出演していた。校章や校歌（ただしこの作品のオリジナル）も披露されていた。作・構成は当時赤塚のチーフアシスタントとして赤塚作品を多く手掛けていた高井研一郎が担当していた。
- 2011年1月には「過去にバカ田大学の入学試験で出題された問題をまとめ、新設された学科“馬科”（ばか）の入試に備えるための問題集」（設定のムック本）『バカ田大学 入学試験問題 馬科』が出版された。この本には“バカ田大学卒業生”としてみうらじゅんや坂本龍一が“入学希望者”たちへのメッセージを寄稿している。

## 連載
1967年
週刊少年マガジン　15号 - 1969年9号（※1968年31 - 32号は休載）
別冊少年マガジン　8月号、11月号
1968年
別冊少年マガジン　1月号、4月号、8月号、9月号、11月号
1969年
別冊少年マガジン　1月号
週刊少年サンデー　35号 - 37号、47号、49号、51号 - 1970年15号
デラックス少年サンデー　9月号 - 1970年6月号
1971年
週刊ぼくらマガジン　20号 - 23号
週刊少年マガジン　27号 - 1973年50号
月刊テレビマガジン　12月号 - 1975年10月号（長谷邦夫による代筆）
1974年
週刊少年マガジン　1号 - 1975年2号（※1974年44号は休載）
別冊少年マガジン　8月号 - 1975年5月号（※1974年10月号、12月号は休載）
1975年
週刊少年マガジン　43号 - 1976年49号
月刊少年マガジン　6月（創刊）号 - 1978年12月号
月刊テレビマガジン　11月号 - 77年8月号（※タイトルは『元祖天才バカボン』。長谷邦夫による代筆）
1978年
週刊少年マガジン　16号
1987年
コミックボンボン　10月号 - 1989年12月号
月刊テレビマガジン　11月号 - 1991年1月号
1988年
月刊少年マガジン　1月号 - 1989年2月号
1989年
ヒーローマガジン　10月（創刊）号 - 1991年1月号
コミックボンボン　1月冬休み増刊号（※タイトルは『平成天才バカボン』）
1990年
コミックボンボン　1月号 - 1991年10月号（※タイトルは『平成天才バカボン』）
デラックスボンボン　1（創刊）号（※タイトルは『平成天才バカボン』）
1991年
デラックスボンボン　11月号 - 1992年12月号（※タイトルは『平成天才バカボン』）
『天才バカボン』傍流作品として、次のようなタイトルがある。
1969年
天才バカボンのおやじ　週刊漫画サンデー　39号 - 1971年49号（※3週間おきの連載 第六話より古谷三敏が作画担当）
1972年
天才バカボンのおやじ　週刊漫画サンデー　26号
1973年
天才バカボンのおやじ　週刊漫画サンデー　4号
天才バカボンのパパ　まんがNo.1　3月号 - 4月号
1994年
天才バカボンのお正月　グランドチャンピオン　1号
帰って来た天才バカボン　週刊プレイボーイ　33・34合併号
2014年
少年バカボン（著 - 吉勝太） デンゲキバズーカ!! 2014年 - 2016年

## コミックス
1969年の講談社コミックスを皮切に、複数の出版社より多数のシリーズが刊行されている。
講談社より刊行
- 講談社コミックス 全22巻 別冊全3巻
別冊の1〜2巻は長谷邦夫による『テレビマガジン』掲載版を収録。3巻は正規の『天才バカボン』22巻の続巻に当たる。
- 講談社漫画文庫 全16巻
講談社コミックス収録分の傑作をコンパクトにまとめたもの。
- 講談社KCスペシャル『えりぬき天才バカボン』 全6巻
- 講談社ボンボンKCコミックス『元祖天才バカボン』 全4巻
長谷邦夫による『テレビマガジン』版をまとめたもの。
- 講談社少年マガジンコミックス 全16巻
1977年に刊行された講談社漫画文庫版を復刻した新書版コミックス。
- 講談社コミックボンボンワイドKC 『最新版平成天才バカボン』 全4巻
新作バージョン。1巻の初版時のみ『最新版天才バカボン』のタイトルで刊行。
- 講談社ワイドKCマガジン 全3巻 （講談社）
「ピックアップ天才バカボンヒット集」と銘打たれ刊行された傑作選。
- 講談社ボンボンKCコミックス 全1巻 （講談社）
「さいしん天才バカボン」のタイトルで刊行。
『月刊ヒーローマガジン』連載分をボンボンKCレーベルに振り分けて出版された。
- 講談社プラチナコミックス 全2巻
「赤塚不二夫名作劇場」のサブタイトルで刊行されたコンビニコミックス。
- 講談社コミックスDX 全1巻
- 天才バカボン誕生40周年記念「天才バカボン THE BEST」
講談社版と小学館版が同時発売された。講談社版は1988年からのリバイバルシリーズ版（過激な描写の多い1988年度『月刊少年マガジン』版も多数収録している）も含めた傑作選、小学館版は『週刊少年サンデー』連載版収録本となっている。双方とも、一部の特集記事などが収録されている。
「扉」のレイアウトは「竹書房」版（後述）を流用しているが、「小学館版」の初作「カニさんのおフロなのだ」は初版当時を再現している。
- 「天才バカボン 秘蔵 単行本未収録傑作選」
いずれも、1978年、1988年〜1994年まで、『月刊少年マガジン』、『コミックボンボン』、『デラックスボンボン』、『グランドチャンピオン』、『週刊プレイボーイ』に発表された単行本未収録作品からのセレクト。
巻末には、五十嵐隆夫が担当記者時代に紛失した幻の一話を特別収録。

講談社以外での刊行
- アケボノコミックス 全31巻 別巻全3巻（曙出版）
1971年に第1巻から第12巻を発売、その後1973年から1977年まで第13巻から第31巻（別巻3冊を含む）を発売、同時に第1 - 12巻を再発売した。1975年10月、アニメ『元祖天才バカボン』が放送するにあたり、表紙カバー左下部と背表紙下部に「テレビ放送中!!」の文字が添えられた（アニメ終了後もそのまま）。
講談社コミックス版では収録されなかった『週刊少年サンデー』『デラックス少年サンデー』掲載版も併せて収録。その一方で『月刊少年マガジン』連載版は「ムダをはぶいて下落合大学なのだ」まで、『週刊少年マガジン』連載版のうち「ショートギャグシリーズ」は収録されていない。別巻の全3巻は『天才バカボンのおやじ』。
第12巻は初版当初、最終巻である故に、話はわずか4話だけしか収録できなかったため、「穴埋め」として、「バカ田大学」・「これが日本一のバカだ」・「ぼんくら塾」などといった特集記事や、長谷邦夫・古谷三敏・とりいかずよし・佐々木ドンといった、当時の「フジオ・プロ」所属漫画家が「作画構成」名義で担当し、『バカボン』の他に『おそ松くん』・『もーれつア太郎』・『風のカラッペ』のキャラクターが共演するクロスオーバー作『天才バカボン番外地』が収録されている（一部は後年の単行本に未収録のものがある）。
講談社版と共に『週刊少年マガジン』連載版の改編は少ないものの、『少年サンデー』版は改編が多く、特に扉の台詞が改編されたり削除されたのが多い。
- 赤塚不二夫傑作選 全1巻（立風書房）
- アクションコミックス 全3巻（双葉社）
- 天才バカボン 全21巻（竹書房）
「アケボノコミックス」収録作品を収録。同時に今まで収録されなかった「20年後のお話なのだ（前編）」・「みんなそろってフチオさん」・「読者諸君のにがお絵で作ったバカボンなのだ!!」を初収録。収録順は原則として発表順だが、時折前の話が混じることもある。
各話のサブタイトルは、第1期『少年マガジン』時代は講談社コミックスより、『少年サンデー』時代以降はアケボノコミックスよりそれぞれ引用している。サブタイトルや台詞に差別用語などが入っている箇所は書き換えられているが、中には漫画自体が改編されている箇所もある。完全版を謳っているが、同社の他の赤塚作品同様、未収録作品が多く月刊少年マガジン1976年12月号〜1978年12月号、リバイバル版、読み切り、特集記事、『天才バカボン番外地』などは未収録である。
- なのだ!?天才バカボン　全10巻（ソフトガレージ）
7、8巻にはこれまでほぼ単行本未収録だった1976年12月号から1978年12月号『月刊少年マガジン』に発表されたエピソードを過激な描写が目立つ3話を除き収録。上述の竹書房版とは異なる原稿用フィルムを使用している。
- 天才バカボン　全38巻（eBookJapan）〈電子書籍〉
2014年現在電子書籍販売サイト『eBookJapan』で有料配信されている。収録内容は1970年代に『週刊少年マガジン』・『週刊少年サンデー』などに連載された「本編」シリーズ、『テレビマガジン』に連載された『元祖天才バカボン』（作者表記は「赤塚不二夫とフジオ・プロ」）、1987年 - 1992年に『コミックボンボン』・『テレビマガジン』・『ヒーローマガジン』・『デラックスボンボン』に連載されたリバイバルシリーズの順になっている。第9巻には先述の『天才バカボン番外地』を、原題の『ああ!! 大脱獄』名義で収録している。

## イメージソング
「天才バカボン」
「わしらの夢は夜ひらく（バカ田大学）」
- 作詞：長谷邦夫、作曲：曽根幸明、歌：三波伸介とてんぷくトリオ
「夢は夜ひらく」のカバー（歌詞は新規に制作）。

「走れ!バカボン」
- 作詞：赤塚不二夫、作曲：むつひろし、歌：三波伸介とてんぷくトリオ

「わしらの夢は夜ひらく（バカ田大学）」と「走れ!バカボン」は、日本グラモフォン（ポリドール・レコード）からシングル盤（規格品番：DR-1553）として発売。

## アニメ
以下のアニメ作品が製作されている。
パイロットフィルム
- 天才バカボン（日本テレビ・日本放送映画、1968年頃、パイロットフィルムのみ）※諸般の事情で幻に終わった企画

テレビアニメ
- 天才バカボン（よみうりテレビ・東京ムービー、1971年9月25日 - 1972年6月24日、全40回）
- 元祖天才バカボン（日本テレビ・東京ムービー、1975年10月6日 - 1977年9月26日、全103回）
- 平成天才バカボン（フジテレビ・スタジオぴえろ、1990年1月6日 - 12月29日、全46回）
- レレレの天才バカボン（テレビ東京・スタジオぴえろ、1999年10月19日 - 2000年3月21日、全24回）
- 深夜!天才バカボン（テレビ東京・studioぴえろ+、2018年7月11日 - 9月26日、全12回）

劇場用アニメ
- 天才バカヴォン〜蘇るフランダースの犬〜（DLE・蛙男商会、2015年5月23日公開）※赤塚不二夫生誕80周年企画 初の長編アニメーション映画

## 舞台
1978年10月14日から10月22日まで文学座アトリエで、別役実の脚本で『天才バカボンのパパなのだ』のタイトルで初演が上演された。出演は、高原駿雄（パパ）、吉野佳子（ママ）、田村勝彦（バカボン）。本戯曲は、主催や劇団、出演者を変えながら公演されており、2018年8月7日から8月12日にはアンフィニの会によって再演されている。
また、上記の戯曲のみならず原作を元に舞台化されており、細川徹の作・演出により、コントユニット「男子はだまってなさいよ!」の第7回公演として『天才バカボン』が2010年7月23日から8月1日にかけて上演された。出演は、松尾スズキ（パパ）、荒川良々（バカボン）、釈由美子（ママ）。音楽はスチャダラパーが担当。

## テレビドラマ
『天才バカボン〜家族の絆』（てんさいバカボン かぞくのきずな）のタイトルで、2016年3月11日に日本テレビ系『金曜ロードSHOW!』枠にて実写ドラマが放送された。
作風は『アニメ第1作』に近い路線で、バカボンのパパたちの一見おかしな行動が、結果として（ゲストキャラクターが抱える）問題を解決へ導いたり、周囲の人々に幸せを招く、「人情劇」やホームコメディを彷彿とさせるものとなっている。主題歌もアニメ第1作と同じものが使用され、タモリが歌唱を担当している。
本作を制作した日本テレビはかつて放送されたアニメ第2作『元祖天才バカボン』の制作局で、アニメ第1作『天才バカボン』（こちらは日テレ系列の読売テレビ制作）の放送局でもある。
2017年1月6日に同枠で『天才バカボン2』のタイトルで、第2弾を放送。
2018年5月4日21:00 - 22:54に同局で『天才バカボン3〜愛と青春のバカ田大学』のタイトルで第3弾が放送された（ただし、『金曜ロードSHOW!』枠外での放送）。

### キャスト（テレビドラマ）
- バカボンのパパ - 上田晋也（くりぃむしちゅー） [72]
- バカボンのママ - 松下奈緒
- バカボン - オカリナ（おかずクラブ）
- ハジメちゃん - 早坂ひらら
- レレレのおじさん - 小日向文世
- おまわりさん - 高嶋政伸
- おまわりさんの後輩 - 大野拓朗[72]
- バカボン家の隣人 - マツコ・デラックス[73]

### 第1弾ゲスト
- 愛鮫浩二（タレント） - 船越英一郎[73]
- 愛鮫富士子（タレント・愛鮫浩二の妻） - 羽田美智子[73]
- 愛鮫良太（愛鮫夫妻の息子） - 鈴木福[72][73]
- 実業家 - 藤木直人（友情出演）[73]
- 実業家の妻 - 納富有沙
- イケメン - えなりかずき
- イケメンのデート相手 - 原幹恵
- ママの同級生 - 中越典子、安藤なつ（メイプル超合金）[73]
- ニュースキャスター - 水卜麻美（日本テレビアナウンサー）[73]
- リポーター - 阿部祐二、森林永理奈
- オレオレ詐欺実行犯 - 森慎太郎（どぶろっく）
- 銀行強盗 - 江口直人（どぶろっく）
- 大竹（愛鮫浩二のマネージャー） - 浅利陽介
- 『スターのお宅へ イッテV』レポーター - 手塚とおる
- 『おしどり夫婦 いらっしゃい』司会 - 住田隆
- 借金とりリーダー - 阿南健治
- 空き巣 - 小林隆
- 喫茶店のカウンターの客 - 平野ノラ
- バスの乗客 - 青木和代、しのへけい子
- オレオレ詐欺被害者 - 星野晶子
- 「本当は男」な女 - たけうち亜美
- 中華料理屋の店主 - いとうせいこう
- 「バカ・トゥ・ザ・フューチャー PART2」の博士 - 有田哲平（くりぃむしちゅー）[注 57]
- 柊瑠美、伊達暁、菅裕輔、山崎画大、福澤重文、師岡広明、山田拓也、石丸奈菜美、檜尾健太、兒玉宣勝、遠藤かおる、鯉迫ちほ、福山翔太、野村たかし、山本栄司、畑俊樹、伊藤誠悟、北原十希明、鈴木彩葉

### 第2弾ゲスト
- 愛鮫浩二（タレント） - 船越英一郎[73]
- 鷺沼一郎（ハジメを誘拐した男） - 寺島進
- 栄子（バカボンのママの同級生） - 山口紗弥加
- タカシ（栄子の夫） - 中村俊介
- 八百屋 - 木下ほうか
- 孤児院のシスター - 岩本多代
- マリ・ゲラー（人気超能力者） - マイケル富岡
- フィギュアスケート解説者 - 織田信成
- フィギュアスケート実況 - ラルフ鈴木（日本テレビアナウンサー）
- 福男レースリポーター - 水卜麻美（日本テレビアナウンサー）
- 福男レース実況 - 蛯原哲（日本テレビアナウンサー）
- 商店街の買物客 - 虻川美穂子
- ミカン神経衰弱参加選手 - 川田裕美、中川絵美里、Kengsong
- ミカン神経衰弱実況 - 桝太一（日本テレビアナウンサー）
- 初詣参拝の外人 - サヘル・ローズ、ウォルター・アントニー、Alex JD、Jelly Peach
- 福男レース参加者 - ニッチロー'
- タコヤキ屋台のおやじ - 阿南健治
- フィギュアスケートの観客 - 青木和代、しのへけい子
- 紅白歌合戦の司会者 - 山田将之、常世晶子
- 看護師 - 寺川里奈
- 医者 - 後藤康夫
- 超能力番組の出演タレント - 樽見麻緒、渡部美月、ねりお弘晃
- 超能力番組の司会者 - シューレスジョー
- 商店街の店主 - 中島奏、高尾勇次、蔵内秀樹
- 孤児院で息子を棄てる父親 - 森山米次
- フィギュアスケート参加選手（実際に滑っている） - 河西歩果、橋本誠也、瀬尾茜、礎良輔
- バカ田大学の後輩 - 有田哲平（くりぃむしちゅー）[注 57]
- 今里真、陽菜えみる、西森空良、岩田龍門、岡本士門、大石稜久、中原涼之介、阿部真莉愛、山本恋乃葉

### 第3弾ゲスト
- 紙一重（バカ田大学教授） - 西田敏行[71]
- 純子（黒百合女学院助教授） - 大塚寧々
- 勝木（紙一重研究室の学生） - 石黒英雄
- サリー（紙一重研究室の学生） - 中村靖日
- メイ（紙一重研究室の学生） - 堀内健（ネプチューン）
- バカボンの担任の先生 - 桝太一（日本テレビアナウンサー）
- バカボンの小学校の校長と教頭 - ミキ（亜生・昴生）
- バカ田大学職員 - カミナリ（石田たくみ・竹内まなぶ）
- 野球サッカー部の学生 - ANZEN漫才（みやぞん・あらぽん）
- アメフト部の学生 - 加藤歩（ザブングル）
- George Neilson（バカボン家にホームステイする交換留学生） - ハリー・G
- Georgeの父 - 厚切りジェイソン
- 回転寿司店の店長 - あばれる君
- メイの後輩 - 東方神起
- 公園での女性 - 水卜麻美（日本テレビアナウンサー）
- メアリー（George家の家政婦） - イルディコ・ジョルト
- Georgeの亡母 - 堀口ミイナ
- ホテルで東方神起を見かけて喜ぶ女性 - ざわちん、常世晶子
- リサイクルショップのおやじ - 阿南健治
- 紙一重の研究の出資スポンサーの担当者 - 猪野学
- 萩原利久、青木和代、高位妃楊子

### 各話リスト
ストーリーは、登場人物が各エピソードで微妙につながるオムニバス構成になっている。
|       | 放送日        | エピソード                                   |
| ----- | ------------- | -------------------------------------------- |
| 第1弾 | 2016年3月11日 | ウソはいけないのだ!                          |
| 第1弾 | 2016年3月11日 | サプライズは難しいのだ!                      |
| 第1弾 | 2016年3月11日 | 独占スクープ! パパとママの結婚の秘密なのだ!  |
| 第1弾 | 2016年3月11日 | ワシは家出の天才なのだ!                      |
| 第2弾 | 2017年1月6日  | ハッピーメリーニューイヤーなのだ！           |
| 第2弾 | 2017年1月6日  | 世にも素敵なハジメちゃん誕生秘話なのだ！     |
| 第2弾 | 2017年1月6日  | リンゴ殺人事件！いや、ミカン誘拐事件なのだ!! |
| 第3弾 | 2018年5月4日  | 青春のバカ田大学なのだ！                     |
| 第3弾 | 2018年5月4日  | NEWバカボン誕生なのだ！                      |
| 第3弾 | 2018年5月4日  | 愛と友情のバカ田大学なのだ!!                 |

### スタッフ（テレビドラマ）
- 原作 - 赤塚不二夫
- 脚本 - 天野慎也、吹原幸太[66]
- 企画・総合プロデューサー - 栗原甚[65][67]
- 演出 - 栗原甚（1、2）、小川通仁（3）
- 音楽 - ゲイリー芦屋[66]、沢田完（2、3）
- 主題歌 - 「天才バカボン」
  - 編曲 - ゲイリー芦屋
  - 歌 - タモリ[67]
- 音楽協力 - 日本テレビ音楽
- アクション - 佐々木修平
- カースタント - 高橋レーシング
- タイトルロゴ・ポスター - ちたまロケッツ、赤尾真代
- 経済監修 - 山田真哉
- 技術協力 - NiTRo、バル・エンタープライズ、ファーストショット
- 美術協力 - 日本テレビアート
- ポスプロ - ヌーベルアージュ
- VFX - IMAGICA
- アイススケート監修（第2弾） - 瀬尾妙実
- アイススケート協力（第2弾） - 小林宏一、松村成
- 風船監修（第3弾） - 風船太郎
- 音声技術分析（第3弾） - 日本音響研究所
- 協力 - フジオ・プロダクション
- チーフプロデューサー - 松岡至（1、2）、福士睦（3）
- プロデューサー - 次屋尚（1、2）、松本京子（3）、大塚英治
- 金曜ロードSHOW!プロデューサー - 稲毛弘之
- 協力プロデューサー - 荻野健
- 制作協力 - ケイファクトリー
- 製作著作 - 日本テレビ

### その他
2016年3月5日放送の『世界一受けたい授業』（パパ役の上田が「教頭」としてレギュラー出演）には、本作の宣伝を兼ねて赤塚不二夫の娘・赤塚りえ子が「特別教師」として出演し、父の人生やエピソードを紹介したほか、バカボン役のオカリナやハジメ役の早坂ひらら、おしどり夫婦の夫役の船越英一郎も、同番組の「生徒」として出演した。
このドラマ版を収録したDVD版が発売されている。地上波放送版と内容が多少異なっている。

## ゲーム

### ゲームソフト
天才バカボン
1988年6月2日発売、ジャンルはアクション。セガ（マスターシステム、セガ・マークIII　FM音源　2M 5500円）
平成天才バカボン
1991年12月26日発売。ナムコ（ファミリーコンピュータ、ROMカセット）
平成天才バカボン
1992年2月28日発売。ナムコ（ゲームボーイ）
平成天才バカボン すすめ!バカボンズ
1995年7月7日発売。ゼネラル・エンタテインメント（セガサターン 4800円）
必殺パチンコステーションV2 天才バカボン
2001年7月12日発売、サン電子（PlayStation 2）
必殺パチンコステーションV7 天才バカボン2
2003年5月22日発売、サン電子（PlayStation 2）
必殺パチンコステーションV10 レレレにおまかせ
2005年3月17日発売、サン電子（PlayStation 2）

### ゲームアプリ
天才バカボン
2003年6月16日配信開始、スペースアウトおよび講談社（携帯電話）
セガ製の同名ゲームとは異なる。利用料はコミゲー講談社配信のゲーム6本で300円。
バカハザ 〜少年バカボン×バイオハザード〜
2016年10月25日配信開始、KADOKAWAアスキー・メディアワークスおよびカプコン（iOS / Android）
『少年バカボン』と『バイオハザード』（1作目）のコラボレーション。ダウンロード無料、アプリ内課金制。
『少年バカボン』はアプリゲーム『みんなのデナレンジャー 〜立ち上がれ日本編〜』『おしり前マン 〜OSIRIUS〜』『スマピク』『くるくるたこ焼き ソース味（おまけつき）』ともコラボを行っている。

## テレビ番組・CMなどでの登場
『元祖』終了後、1981年10月3日にフジテレビ系列で放送された単発アニメ『ぼくらマンガ家 トキワ荘物語』では、パパ・バカボン・本官さん・ウナギイヌが他の赤塚キャラクターと一緒に端役出演している。
1982年にTBS系列で放送された『日立テレビシティ・ニャロメのおもしろ数学教室』が3週連続で放映され、司会の石坂浩二やシュガーとともに赤塚漫画のキャラクターが合成出演。オリジナル声優のパパとバカボンも登場し、雨森雅司の声によるバカボンパパが登場する番組はこれが最後となった。3週目の放送ではアニメキャラクター化された数学者が行進する「世界の天才数学者紹介コーナー」にて、赤塚がバカボンパパの扮装で出演。このとき赤塚は「ギャグの天才、赤塚不二夫!」と叫びながらの登場だった。
2006年8月19日から2007年2月24日まで放送されたTBSの健康番組『人間!これでいいのだ』では、番組の案内役としてバカボンのパパが出演し、番組タイトルもパパのキメゼリフが使用された。パパの声は富田耕生が担当した。
2015年10月、ナショナルジオグラフィックチャンネルの番組『ナショナル ジオグラフィック チャンネル×赤塚不二夫 生誕80周年記念「バカと科学でバ科学なのだ!!（原題：Science Of Stupid2 Special）」』で、バカボンのパパとニャロメが解説役として起用されている。
CMキャラクターとしても起用され、以下に代表例を記す。
- 1993年、ブルドックソースごま入りとんかつソースのTVCMにバカボンのママが登場。ナレーションは俵孝太郎。
- 1995年、アステル（アステル東京）のPHSのTVCMにレレレのおじさんが登場。
- 1998年、SOFT99フクピカのTVCMにバカボン一家と本官さんが登場。第1作目（本官さんのみ『元祖』）を意識した絵柄で（著作権表記にスタジオぴえろはクレジットされていない）、この時のパパの声は雨森が演じるパパの音声を作品から抽出したものが使用された。その他のキャストは山本圭子（バカボン役）、貴家堂子（ハジメちゃん役）、肝付兼太（本官さん役）
- 2009年3月、DAIICHIのパチンコ機『CR天才バカボン〜41才の春だから〜』のTVCMでは、フライトアテンダント篇、旅篇（主演：朝丘雪路）、テニス篇（主演：プロテニスプレーヤー・愛甲霞）、ドラマ篇（主演：小沢真珠）と、ドラマ仕立てのCMが製作された。
- 2013年に製作された日清食品の「カップヌードルごはん」のCMではバカボン一家と本官さん、レレレのおじさん（後者2名は30秒版のみ）が登場。アニメーションはぴえろが製作、キャラクター造形は原作漫画の画調が忠実に再現され、声は『平成』の声優陣が担当している[81][82]。
- 2015年、健康保険組合連合会の「あしたの健保プロジェクト」の広報キャラクターとして、バカボン一家が起用され、TVCMも放送された[83]。
- 2018年には、JR西日本の踏切事故防止啓発CM「押していいのだ篇」にパパ・バカボン・レレレのおじさんが起用された。キャラクターのデザインや声優は『深夜』を踏襲している。
- 2019年には栗山米菓の「ばかうけ」の30周年記念コラボCMキャラクター、同年11月にはBMW・1シリーズ（3代目・F40）にアメリカンコミックス風に仕立てられた上でCMキャラクターに起用された[84]。
- 2020年7月から翌年6月までACジャパンの2020年度日本腎臓財団支援キャンペーン「アレレのレ？ご存知ないんですか？」にレレレのおじさんが起用された（ラジオCM以外の全てのメディアにはバカボンのパパも登場）。2023年7月から翌年6月まで同団体の2023年度日本眼科医会支援キャンペーン「バカボンのパパの提案」にバカボンのパパが起用された。
- 2020年11月よりY!mobileでは、CMキャラクターを務める出川哲朗（バカボンのパパ役）、芦田愛菜（バカボン役）、吉岡里帆→小池栄子[85]（バカボンのママ役）、児嶋一哉（アンジャッシュ）（ハジメ役）が出演[86][87][88]。
- 2022年11月9日よりJT「スーシャルディスタンス」キャンペーンのWebCMにバカボンのパパ、レレレのおじさん、バカボンのママ、本官さんが登場[89]。
- 2023年度よりACジャパンの広告キャンペーンCM・日本眼科医会「バカボンのパパの提案」にバカボンのパパが登場[90]。
- 2025年度より、ホットペッパーグルメのCMにバカボンのパパが登場、『おそ松さん』の六つ子と共演した[91]

この他、淀川製鋼所（ヨド物置）、学生援護会（an）、チョーヤ梅酒、NTT西日本（ISDN）、ロート製薬（レスパ）、ブックオフコーポレーションなどのCMで作中の登場キャラクターが起用されている。明治製菓の「チップチョップ」に、『おそ松くん』（六つ子とイヤミ）に引き続いて起用、内容はバカボンだけが出るバージョンと、バカボン・パパ・レレレのおじさんが出るバージョンも存在した。
2023年4月1日から2024年3月31日までボートレース大村のPR大使を務めている。
本作のアニメキャラクターの出演はないが、日本テレビ製作の歌謡番組『歌う王冠』は、1969年4月に赤塚が司会に加入した際に「歌う王冠 チータとバカボン」と改題されている。